# فهرست سیارک‌ها (۱۲۸۰۰۱–۱۲۹۰۰۱)
فهرست سیارک‌ها (۱۲۸۰۰۱ - ۱۲۹۰۰۱) فهرست سیارک‌ها از ۱۲۸۰۰۱ تا ۱۲۹۰۰۱ است.
| نام    | نام انگلیسی  | تاریخ کشف       |
| ------ | ------------ | --------------- |
| ۱۲۸۰۰۱ | 2003 HV51    | ۳۰ آوریل ۲۰۰۳   |
| ۱۲۸۰۰۲ | 2003 HU52    | ۲۹ آوریل ۲۰۰۳   |
| ۱۲۸۰۰۳ | 2003 HM53    | ۲۷ آوریل ۲۰۰۳   |
| ۱۲۸۰۰۴ | 2003 HY53    | ۲۳ آوریل ۲۰۰۳   |
| ۱۲۸۰۰۵ | 2003 HH54    | ۲۴ آوریل ۲۰۰۳   |
| ۱۲۸۰۰۶ | 2003 HG55    | ۲۵ آوریل ۲۰۰۳   |
| ۱۲۸۰۰۷ | 2003 HS55    | ۲۹ آوریل ۲۰۰۳   |
| ۱۲۸۰۰۸ | 2003 JQ1     | ۱ مه ۲۰۰۳       |
| ۱۲۸۰۰۹ | 2003 JP6     | ۱ مه ۲۰۰۳       |
| ۱۲۸۰۱۰ | 2003 JY7     | ۲ مه ۲۰۰۳       |
| ۱۲۸۰۱۱ | 2003 JK8     | ۲ مه ۲۰۰۳       |
| ۱۲۸۰۱۲ | 2003 JV9     | ۳ مه ۲۰۰۳       |
| ۱۲۸۰۱۳ | 2003 JO10    | ۲ مه ۲۰۰۳       |
| ۱۲۸۰۱۴ | 2003 JR10    | ۲ مه ۲۰۰۳       |
| ۱۲۸۰۱۵ | 2003 JR11    | ۲ مه ۲۰۰۳       |
| ۱۲۸۰۱۶ | 2003 JK13    | ۶ مه ۲۰۰۳       |
| ۱۲۸۰۱۷ | 2003 JL13    | ۶ مه ۲۰۰۳       |
| ۱۲۸۰۱۸ | 2003 JA14    | ۷ مه ۲۰۰۳       |
| ۱۲۸۰۱۹ | 2003 JB15    | ۵ مه ۲۰۰۳       |
| ۱۲۸۰۲۰ | 2003 JK16    | ۸ مه ۲۰۰۳       |
| ۱۲۸۰۲۱ | 2003 JN17    | ۱۰ مه ۲۰۰۳      |
| ۱۲۸۰۲۲ | 2003 JV17    | ۲ مه ۲۰۰۳       |
| ۱۲۸۰۲۲ | 2003 KE      | ۲۰ مه ۲۰۰۳      |
| ۱۲۸۰۲۲ | 2003 KH      | ۲۰ مه ۲۰۰۳      |
| ۱۲۸۰۲۲ | 2003 KK      | ۲۰ مه ۲۰۰۳      |
| ۱۲۸۰۲۶ | 2003 KE1     | ۲۲ مه ۲۰۰۳      |
| ۱۲۸۰۲۷ | 2003 KT3     | ۲۲ مه ۲۰۰۳      |
| ۱۲۸۰۲۸ | 2003 KM5     | ۲۲ مه ۲۰۰۳      |
| ۱۲۸۰۲۹ | 2003 KV7     | ۲۳ مه ۲۰۰۳      |
| ۱۲۸۰۳۰ | 2003 KK14    | ۲۵ مه ۲۰۰۳      |
| ۱۲۸۰۳۱ | 2003 KM14    | ۲۵ مه ۲۰۰۳      |
| ۱۲۸۰۳۲ | 2003 KW17    | ۲۷ مه ۲۰۰۳      |
| ۱۲۸۰۳۳ | 2003 KX17    | ۲۷ مه ۲۰۰۳      |
| ۱۲۸۰۳۴ | 2003 KB18    | ۲۷ مه ۲۰۰۳      |
| ۱۲۸۰۳۵ | 2003 KK18    | ۲۹ مه ۲۰۰۳      |
| ۱۲۸۰۳۶ | Rafaelnadal  | ۲۸ مه ۲۰۰۳      |
| ۱۲۸۰۳۷ | 2003 KU18    | ۲۶ مه ۲۰۰۳      |
| ۱۲۸۰۳۸ | 2003 KK23    | ۳۰ مه ۲۰۰۳      |
| ۱۲۸۰۳۹ | 2003 KC35    | ۲۹ مه ۲۰۰۳      |
| ۱۲۸۰۴۰ | 2003 KR35    | ۳۰ مه ۲۰۰۳      |
| ۱۲۸۰۴۱ | 2003 KG36    | ۳۰ مه ۲۰۰۳      |
| ۱۲۸۰۴۱ | 2003 LU      | ۲ ژوئن ۲۰۰۳     |
| ۱۲۸۰۴۳ | 2003 LN1     | ۲ ژوئن ۲۰۰۳     |
| ۱۲۸۰۴۴ | 2003 LA3     | ۱ ژوئن ۲۰۰۳     |
| ۱۲۸۰۴۵ | 2003 LH6     | ۶ ژوئن ۲۰۰۳     |
| ۱۲۸۰۴۶ | 2003 MY1     | ۲۳ ژوئن ۲۰۰۳    |
| ۱۲۸۰۴۷ | 2003 MC2     | ۲۱ ژوئن ۲۰۰۳    |
| ۱۲۸۰۴۸ | 2003 MG3     | ۲۵ ژوئن ۲۰۰۳    |
| ۱۲۸۰۴۹ | 2003 MA6     | ۲۶ ژوئن ۲۰۰۳    |
| ۱۲۸۰۵۰ | 2003 MJ6     | ۲۶ ژوئن ۲۰۰۳    |
| ۱۲۸۰۵۱ | 2003 MT6     | ۲۶ ژوئن ۲۰۰۳    |
| ۱۲۸۰۵۲ | 2003 MW8     | ۲۸ ژوئن ۲۰۰۳    |
| ۱۲۸۰۵۳ | 2003 MB9     | ۲۹ ژوئن ۲۰۰۳    |
| ۱۲۸۰۵۴ | Eranyavneh   | ۲۸ ژوئن ۲۰۰۳    |
| ۱۲۸۰۵۵ | 2003 MM10    | ۲۲ ژوئن ۲۰۰۳    |
| ۱۲۸۰۵۶ | 2003 MU12    | ۳۰ ژوئن ۲۰۰۳    |
| ۱۲۸۰۵۶ | 2003 NR      | ۱ ژوئیه ۲۰۰۳    |
| ۱۲۸۰۵۸ | 2003 NJ2     | ۳ ژوئیه ۲۰۰۳    |
| ۱۲۸۰۵۹ | 2003 NW2     | ۱ ژوئیه ۲۰۰۳    |
| ۱۲۸۰۶۰ | 2003 NJ3     | ۴ ژوئیه ۲۰۰۳    |
| ۱۲۸۰۶۱ | 2003 NN3     | ۲ ژوئیه ۲۰۰۳    |
| ۱۲۸۰۶۲ | 2003 NW5     | ۶ ژوئیه ۲۰۰۳    |
| ۱۲۸۰۶۳ | 2003 NB8     | ۸ ژوئیه ۲۰۰۳    |
| ۱۲۸۰۶۴ | 2003 NK9     | ۱ ژوئیه ۲۰۰۳    |
| ۱۲۸۰۶۵ | Bartbenjamin | ۱۹ ژوئیه ۲۰۰۳   |
| ۱۲۸۰۶۵ | 2003 OM      | ۱۷ ژوئیه ۲۰۰۳   |
| ۱۲۸۰۶۷ | 2003 OK4     | ۲۲ ژوئیه ۲۰۰۳   |
| ۱۲۸۰۶۸ | 2003 OT4     | ۲۲ ژوئیه ۲۰۰۳   |
| ۱۲۸۰۶۹ | 2003 OF7     | ۲۴ ژوئیه ۲۰۰۳   |
| ۱۲۸۰۷۰ | 2003 OE8     | ۲۵ ژوئیه ۲۰۰۳   |
| ۱۲۸۰۷۱ | 2003 OS9     | ۲۵ ژوئیه ۲۰۰۳   |
| ۱۲۸۰۷۲ | 2003 OV9     | ۲۵ ژوئیه ۲۰۰۳   |
| ۱۲۸۰۷۳ | 2003 OQ10    | ۲۷ ژوئیه ۲۰۰۳   |
| ۱۲۸۰۷۴ | 2003 OF13    | ۲۷ ژوئیه ۲۰۰۳   |
| ۱۲۸۰۷۵ | 2003 OW14    | ۲۲ ژوئیه ۲۰۰۳   |
| ۱۲۸۰۷۶ | 2003 OA15    | ۲۲ ژوئیه ۲۰۰۳   |
| ۱۲۸۰۷۷ | 2003 OS16    | ۲۶ ژوئیه ۲۰۰۳   |
| ۱۲۸۰۷۸ | 2003 OE17    | ۲۹ ژوئیه ۲۰۰۳   |
| ۱۲۸۰۷۹ | 2003 OL17    | ۲۹ ژوئیه ۲۰۰۳   |
| ۱۲۸۰۸۰ | 2003 OQ20    | ۳۱ ژوئیه ۲۰۰۳   |
| ۱۲۸۰۸۱ | 2003 OO21    | ۲۹ ژوئیه ۲۰۰۳   |
| ۱۲۸۰۸۲ | 2003 OS23    | ۲۲ ژوئیه ۲۰۰۳   |
| ۱۲۸۰۸۳ | 2003 OJ26    | ۲۴ ژوئیه ۲۰۰۳   |
| ۱۲۸۰۸۴ | 2003 OP29    | ۲۴ ژوئیه ۲۰۰۳   |
| ۱۲۸۰۸۵ | 2003 OT29    | ۲۴ ژوئیه ۲۰۰۳   |
| ۱۲۸۰۸۶ | 2003 OQ31    | ۳۰ ژوئیه ۲۰۰۳   |
| ۱۲۸۰۸۶ | 2003 PH      | ۱ اوت ۲۰۰۳      |
| ۱۲۸۰۸۶ | 2003 PL      | ۱ اوت ۲۰۰۳      |
| ۱۲۸۰۸۹ | 2003 PG3     | ۲ اوت ۲۰۰۳      |
| ۱۲۸۰۹۰ | 2003 PJ4     | ۲ اوت ۲۰۰۳      |
| ۱۲۸۰۹۱ | 2003 PY5     | ۱ اوت ۲۰۰۳      |
| ۱۲۸۰۹۲ | 2003 PJ6     | ۱ اوت ۲۰۰۳      |
| ۱۲۸۰۹۳ | 2003 PE7     | ۱ اوت ۲۰۰۳      |
| ۱۲۸۰۹۴ | 2003 PT7     | ۲ اوت ۲۰۰۳      |
| ۱۲۸۰۹۵ | 2003 PU7     | ۲ اوت ۲۰۰۳      |
| ۱۲۸۰۹۶ | 2003 PZ7     | ۲ اوت ۲۰۰۳      |
| ۱۲۸۰۹۷ | 2003 PS8     | ۴ اوت ۲۰۰۳      |
| ۱۲۸۰۹۸ | 2003 PX8     | ۴ اوت ۲۰۰۳      |
| ۱۲۸۰۹۹ | 2003 PC9     | ۴ اوت ۲۰۰۳      |
| ۱۲۸۱۰۰ | 2003 PY9     | ۳ اوت ۲۰۰۳      |
| ۱۲۸۱۰۱ | 2003 PG11    | ۵ اوت ۲۰۰۳      |
| ۱۲۸۱۰۲ | 2003 PA12    | ۴ اوت ۲۰۰۳      |
| ۱۲۸۱۰۳ | 2003 QW1     | ۱۹ اوت ۲۰۰۳     |
| ۱۲۸۱۰۴ | 2003 QG4     | ۱۸ اوت ۲۰۰۳     |
| ۱۲۸۱۰۵ | 2003 QK6     | ۱۸ اوت ۲۰۰۳     |
| ۱۲۸۱۰۶ | 2003 QQ7     | ۲۱ اوت ۲۰۰۳     |
| ۱۲۸۱۰۷ | 2003 QY9     | ۲۰ اوت ۲۰۰۳     |
| ۱۲۸۱۰۸ | 2003 QP13    | ۲۲ اوت ۲۰۰۳     |
| ۱۲۸۱۰۹ | 2003 QB14    | ۲۰ اوت ۲۰۰۳     |
| ۱۲۸۱۱۰ | 2003 QJ15    | ۲۰ اوت ۲۰۰۳     |
| ۱۲۸۱۱۱ | 2003 QJ17    | ۲۲ اوت ۲۰۰۳     |
| ۱۲۸۱۱۲ | 2003 QP18    | ۲۲ اوت ۲۰۰۳     |
| ۱۲۸۱۱۳ | 2003 QK19    | ۲۲ اوت ۲۰۰۳     |
| ۱۲۸۱۱۴ | 2003 QW19    | ۲۲ اوت ۲۰۰۳     |
| ۱۲۸۱۱۵ | 2003 QC26    | ۲۲ اوت ۲۰۰۳     |
| ۱۲۸۱۱۶ | 2003 QE30    | ۲۲ اوت ۲۰۰۳     |
| ۱۲۸۱۱۷ | 2003 QP33    | ۲۲ اوت ۲۰۰۳     |
| ۱۲۸۱۱۸ | 2003 QY33    | ۲۲ اوت ۲۰۰۳     |
| ۱۲۸۱۱۹ | 2003 QF34    | ۲۲ اوت ۲۰۰۳     |
| ۱۲۸۱۲۰ | 2003 QS34    | ۲۲ اوت ۲۰۰۳     |
| ۱۲۸۱۲۱ | 2003 QA35    | ۲۲ اوت ۲۰۰۳     |
| ۱۲۸۱۲۲ | 2003 QD35    | ۲۲ اوت ۲۰۰۳     |
| ۱۲۸۱۲۳ | 2003 QR35    | ۲۲ اوت ۲۰۰۳     |
| ۱۲۸۱۲۴ | 2003 QY38    | ۲۲ اوت ۲۰۰۳     |
| ۱۲۸۱۲۵ | 2003 QK39    | ۲۲ اوت ۲۰۰۳     |
| ۱۲۸۱۲۶ | 2003 QY39    | ۲۲ اوت ۲۰۰۳     |
| ۱۲۸۱۲۷ | 2003 QN40    | ۲۲ اوت ۲۰۰۳     |
| ۱۲۸۱۲۸ | 2003 QO40    | ۲۲ اوت ۲۰۰۳     |
| ۱۲۸۱۲۹ | 2003 QR40    | ۲۲ اوت ۲۰۰۳     |
| ۱۲۸۱۳۰ | 2003 QU44    | ۲۳ اوت ۲۰۰۳     |
| ۱۲۸۱۳۱ | 2003 QV44    | ۲۳ اوت ۲۰۰۳     |
| ۱۲۸۱۳۲ | 2003 QW45    | ۲۳ اوت ۲۰۰۳     |
| ۱۲۸۱۳۳ | 2003 QT46    | ۲۴ اوت ۲۰۰۳     |
| ۱۲۸۱۳۴ | 2003 QX46    | ۲۴ اوت ۲۰۰۳     |
| ۱۲۸۱۳۵ | 2003 QL48    | ۲۰ اوت ۲۰۰۳     |
| ۱۲۸۱۳۶ | 2003 QR50    | ۲۲ اوت ۲۰۰۳     |
| ۱۲۸۱۳۷ | 2003 QQ52    | ۲۳ اوت ۲۰۰۳     |
| ۱۲۸۱۳۸ | 2003 QD54    | ۲۳ اوت ۲۰۰۳     |
| ۱۲۸۱۳۹ | 2003 QU55    | ۲۳ اوت ۲۰۰۳     |
| ۱۲۸۱۴۰ | 2003 QK56    | ۲۳ اوت ۲۰۰۳     |
| ۱۲۸۱۴۱ | 2003 QE58    | ۲۳ اوت ۲۰۰۳     |
| ۱۲۸۱۴۲ | 2003 QH60    | ۲۳ اوت ۲۰۰۳     |
| ۱۲۸۱۴۳ | 2003 QS60    | ۲۳ اوت ۲۰۰۳     |
| ۱۲۸۱۴۴ | 2003 QA61    | ۲۳ اوت ۲۰۰۳     |
| ۱۲۸۱۴۵ | 2003 QL61    | ۲۳ اوت ۲۰۰۳     |
| ۱۲۸۱۴۶ | 2003 QO65    | ۲۵ اوت ۲۰۰۳     |
| ۱۲۸۱۴۷ | 2003 QX68    | ۲۴ اوت ۲۰۰۳     |
| ۱۲۸۱۴۸ | 2003 QH69    | ۲۳ اوت ۲۰۰۳     |
| ۱۲۸۱۴۹ | 2003 QX71    | ۲۵ اوت ۲۰۰۳     |
| ۱۲۸۱۵۰ | 2003 QL77    | ۲۴ اوت ۲۰۰۳     |
| ۱۲۸۱۵۱ | 2003 QZ78    | ۲۴ اوت ۲۰۰۳     |
| ۱۲۸۱۵۲ | 2003 QW79    | ۲۵ اوت ۲۰۰۳     |
| ۱۲۸۱۵۳ | 2003 QT81    | ۲۳ اوت ۲۰۰۳     |
| ۱۲۸۱۵۴ | 2003 QX88    | ۲۵ اوت ۲۰۰۳     |
| ۱۲۸۱۵۵ | 2003 QY88    | ۲۵ اوت ۲۰۰۳     |
| ۱۲۸۱۵۶ | 2003 QK92    | ۲۹ اوت ۲۰۰۳     |
| ۱۲۸۱۵۷ | 2003 QG94    | ۲۸ اوت ۲۰۰۳     |
| ۱۲۸۱۵۸ | 2003 QA96    | ۳۰ اوت ۲۰۰۳     |
| ۱۲۸۱۵۹ | 2003 QJ100   | ۲۸ اوت ۲۰۰۳     |
| ۱۲۸۱۶۰ | 2003 QX100   | ۲۸ اوت ۲۰۰۳     |
| ۱۲۸۱۶۱ | 2003 QV102   | ۳۱ اوت ۲۰۰۳     |
| ۱۲۸۱۶۲ | 2003 QC103   | ۳۱ اوت ۲۰۰۳     |
| ۱۲۸۱۶۳ | 2003 QP103   | ۳۱ اوت ۲۰۰۳     |
| ۱۲۸۱۶۴ | 2003 QJ104   | ۳۰ اوت ۲۰۰۳     |
| ۱۲۸۱۶۵ | 2003 QR104   | ۲۹ اوت ۲۰۰۳     |
| ۱۲۸۱۶۶ | Carora       | ۲۷ اوت ۲۰۰۳     |
| ۱۲۸۱۶۷ | 2003 QA106   | ۳۰ اوت ۲۰۰۳     |
| ۱۲۸۱۶۸ | 2003 QC109   | ۳۱ اوت ۲۰۰۳     |
| ۱۲۸۱۶۹ | 2003 RD1     | ۲ سپتامبر ۲۰۰۳  |
| ۱۲۸۱۷۰ | 2003 RA2     | ۲ سپتامبر ۲۰۰۳  |
| ۱۲۸۱۷۱ | 2003 RT2     | ۱ سپتامبر ۲۰۰۳  |
| ۱۲۸۱۷۲ | 2003 RA4     | ۱ سپتامبر ۲۰۰۳  |
| ۱۲۸۱۷۳ | 2003 RD8     | ۵ سپتامبر ۲۰۰۳  |
| ۱۲۸۱۷۴ | 2003 RW8     | ۱ سپتامبر ۲۰۰۳  |
| ۱۲۸۱۷۵ | 2003 RP9     | ۴ سپتامبر ۲۰۰۳  |
| ۱۲۸۱۷۶ | 2003 RB10    | ۱ سپتامبر ۲۰۰۳  |
| ۱۲۸۱۷۷ | Griffioen    | ۵ سپتامبر ۲۰۰۳  |
| ۱۲۸۱۷۸ | 2003 RE12    | ۱۳ سپتامبر ۲۰۰۳ |
| ۱۲۸۱۷۹ | 2003 RV12    | ۱۴ سپتامبر ۲۰۰۳ |
| ۱۲۸۱۸۰ | 2003 RY13    | ۱۵ سپتامبر ۲۰۰۳ |
| ۱۲۸۱۸۱ | 2003 RS14    | ۱۳ سپتامبر ۲۰۰۳ |
| ۱۲۸۱۸۲ | 2003 RO18    | ۱۵ سپتامبر ۲۰۰۳ |
| ۱۲۸۱۸۳ | 2003 RP22    | ۱۵ سپتامبر ۲۰۰۳ |
| ۱۲۸۱۸۴ | 2003 RN23    | ۱۴ سپتامبر ۲۰۰۳ |
| ۱۲۸۱۸۴ | 2003 SP      | ۱۶ سپتامبر ۲۰۰۳ |
| ۱۲۸۱۸۶ | 2003 SG1     | ۱۶ سپتامبر ۲۰۰۳ |
| ۱۲۸۱۸۷ | 2003 SJ2     | ۱۶ سپتامبر ۲۰۰۳ |
| ۱۲۸۱۸۸ | 2003 SB3     | ۱۶ سپتامبر ۲۰۰۳ |
| ۱۲۸۱۸۹ | 2003 SR6     | ۱۷ سپتامبر ۲۰۰۳ |
| ۱۲۸۱۹۰ | 2003 SW6     | ۱۶ سپتامبر ۲۰۰۳ |
| ۱۲۸۱۹۱ | 2003 SW8     | ۱۷ سپتامبر ۲۰۰۳ |
| ۱۲۸۱۹۲ | 2003 SQ11    | ۱۶ سپتامبر ۲۰۰۳ |
| ۱۲۸۱۹۳ | 2003 SA13    | ۱۶ سپتامبر ۲۰۰۳ |
| ۱۲۸۱۹۴ | 2003 SP14    | ۱۷ سپتامبر ۲۰۰۳ |
| ۱۲۸۱۹۵ | 2003 SC17    | ۱۷ سپتامبر ۲۰۰۳ |
| ۱۲۸۱۹۶ | 2003 SN27    | ۱۸ سپتامبر ۲۰۰۳ |
| ۱۲۸۱۹۷ | 2003 SR35    | ۱۶ سپتامبر ۲۰۰۳ |
| ۱۲۸۱۹۸ | 2003 SR39    | ۱۶ سپتامبر ۲۰۰۳ |
| ۱۲۸۱۹۹ | 2003 SP43    | ۱۶ سپتامبر ۲۰۰۳ |
| ۱۲۸۲۰۰ | 2003 SE45    | ۱۶ سپتامبر ۲۰۰۳ |
| ۱۲۸۲۰۱ | 2003 SZ46    | ۱۶ سپتامبر ۲۰۰۳ |
| ۱۲۸۲۰۲ | 2003 SX47    | ۱۸ سپتامبر ۲۰۰۳ |
| ۱۲۸۲۰۳ | 2003 SN52    | ۱۸ سپتامبر ۲۰۰۳ |
| ۱۲۸۲۰۴ | 2003 SX53    | ۱۶ سپتامبر ۲۰۰۳ |
| ۱۲۸۲۰۵ | 2003 SW56    | ۱۶ سپتامبر ۲۰۰۳ |
| ۱۲۸۲۰۶ | 2003 SU58    | ۱۷ سپتامبر ۲۰۰۳ |
| ۱۲۸۲۰۷ | 2003 SL61    | ۱۷ سپتامبر ۲۰۰۳ |
| ۱۲۸۲۰۸ | 2003 SZ62    | ۱۷ سپتامبر ۲۰۰۳ |
| ۱۲۸۲۰۹ | 2003 SS65    | ۱۸ سپتامبر ۲۰۰۳ |
| ۱۲۸۲۱۰ | 2003 SJ67    | ۱۹ سپتامبر ۲۰۰۳ |
| ۱۲۸۲۱۱ | 2003 SG70    | ۱۷ سپتامبر ۲۰۰۳ |
| ۱۲۸۲۱۲ | 2003 SC73    | ۱۸ سپتامبر ۲۰۰۳ |
| ۱۲۸۲۱۳ | 2003 SK73    | ۱۸ سپتامبر ۲۰۰۳ |
| ۱۲۸۲۱۴ | 2003 SF75    | ۱۸ سپتامبر ۲۰۰۳ |
| ۱۲۸۲۱۵ | 2003 SL77    | ۱۹ سپتامبر ۲۰۰۳ |
| ۱۲۸۲۱۶ | 2003 SS77    | ۱۹ سپتامبر ۲۰۰۳ |
| ۱۲۸۲۱۷ | 2003 SN79    | ۱۹ سپتامبر ۲۰۰۳ |
| ۱۲۸۲۱۸ | 2003 SX79    | ۱۹ سپتامبر ۲۰۰۳ |
| ۱۲۸۲۱۹ | 2003 SP82    | ۱۸ سپتامبر ۲۰۰۳ |
| ۱۲۸۲۲۰ | 2003 SN88    | ۱۸ سپتامبر ۲۰۰۳ |
| ۱۲۸۲۲۱ | 2003 SZ99    | ۲۰ سپتامبر ۲۰۰۳ |
| ۱۲۸۲۲۲ | 2003 SP101   | ۲۰ سپتامبر ۲۰۰۳ |
| ۱۲۸۲۲۳ | 2003 SG102   | ۲۰ سپتامبر ۲۰۰۳ |
| ۱۲۸۲۲۴ | 2003 SZ102   | ۲۰ سپتامبر ۲۰۰۳ |
| ۱۲۸۲۲۵ | 2003 SP106   | ۲۰ سپتامبر ۲۰۰۳ |
| ۱۲۸۲۲۶ | 2003 SB114   | ۱۶ سپتامبر ۲۰۰۳ |
| ۱۲۸۲۲۷ | 2003 SG114   | ۱۶ سپتامبر ۲۰۰۳ |
| ۱۲۸۲۲۸ | 2003 SV123   | ۱۸ سپتامبر ۲۰۰۳ |
| ۱۲۸۲۲۹ | 2003 SO125   | ۱۹ سپتامبر ۲۰۰۳ |
| ۱۲۸۲۳۰ | 2003 SQ126   | ۱۹ سپتامبر ۲۰۰۳ |
| ۱۲۸۲۳۱ | 2003 SH140   | ۱۹ سپتامبر ۲۰۰۳ |
| ۱۲۸۲۳۲ | 2003 SO146   | ۲۰ سپتامبر ۲۰۰۳ |
| ۱۲۸۲۳۳ | 2003 SD148   | ۱۶ سپتامبر ۲۰۰۳ |
| ۱۲۸۲۳۴ | 2003 SC149   | ۱۶ سپتامبر ۲۰۰۳ |
| ۱۲۸۲۳۵ | 2003 ST150   | ۱۷ سپتامبر ۲۰۰۳ |
| ۱۲۸۲۳۶ | 2003 SC151   | ۱۷ سپتامبر ۲۰۰۳ |
| ۱۲۸۲۳۷ | 2003 SZ151   | ۱۸ سپتامبر ۲۰۰۳ |
| ۱۲۸۲۳۸ | 2003 SL154   | ۱۹ سپتامبر ۲۰۰۳ |
| ۱۲۸۲۳۹ | 2003 SX154   | ۱۹ سپتامبر ۲۰۰۳ |
| ۱۲۸۲۴۰ | 2003 SK165   | ۲۰ سپتامبر ۲۰۰۳ |
| ۱۲۸۲۴۱ | 2003 SO166   | ۲۱ سپتامبر ۲۰۰۳ |
| ۱۲۸۲۴۲ | 2003 SF171   | ۲۲ سپتامبر ۲۰۰۳ |
| ۱۲۸۲۴۳ | 2003 SO173   | ۱۸ سپتامبر ۲۰۰۳ |
| ۱۲۸۲۴۴ | 2003 SZ175   | ۱۸ سپتامبر ۲۰۰۳ |
| ۱۲۸۲۴۵ | 2003 SU176   | ۱۸ سپتامبر ۲۰۰۳ |
| ۱۲۸۲۴۶ | 2003 SC177   | ۱۸ سپتامبر ۲۰۰۳ |
| ۱۲۸۲۴۷ | 2003 SW203   | ۲۲ سپتامبر ۲۰۰۳ |
| ۱۲۸۲۴۸ | 2003 SD216   | ۲۵ سپتامبر ۲۰۰۳ |
| ۱۲۸۲۴۹ | 2003 SR236   | ۲۶ سپتامبر ۲۰۰۳ |
| ۱۲۸۲۵۰ | 2003 SB238   | ۲۷ سپتامبر ۲۰۰۳ |
| ۱۲۸۲۵۱ | 2003 SA247   | ۲۶ سپتامبر ۲۰۰۳ |
| ۱۲۸۲۵۲ | 2003 SG249   | ۲۶ سپتامبر ۲۰۰۳ |
| ۱۲۸۲۵۳ | 2003 SU258   | ۲۸ سپتامبر ۲۰۰۳ |
| ۱۲۸۲۵۴ | 2003 SL259   | ۲۸ سپتامبر ۲۰۰۳ |
| ۱۲۸۲۵۵ | 2003 SG270   | ۲۴ سپتامبر ۲۰۰۳ |
| ۱۲۸۲۵۶ | 2003 SG284   | ۲۰ سپتامبر ۲۰۰۳ |
| ۱۲۸۲۵۷ | 2003 SG292   | ۲۵ سپتامبر ۲۰۰۳ |
| ۱۲۸۲۵۸ | 2003 SF297   | ۱۸ سپتامبر ۲۰۰۳ |
| ۱۲۸۲۵۹ | 2003 SQ297   | ۱۸ سپتامبر ۲۰۰۳ |
| ۱۲۸۲۶۰ | 2003 SP298   | ۱۸ سپتامبر ۲۰۰۳ |
| ۱۲۸۲۶۱ | 2003 SX298   | ۱۸ سپتامبر ۲۰۰۳ |
| ۱۲۸۲۶۲ | 2003 SL301   | ۱۷ سپتامبر ۲۰۰۳ |
| ۱۲۸۲۶۳ | 2003 SL303   | ۱۷ سپتامبر ۲۰۰۳ |
| ۱۲۸۲۶۴ | 2003 SZ303   | ۱۷ سپتامبر ۲۰۰۳ |
| ۱۲۸۲۶۵ | 2003 SF304   | ۱۷ سپتامبر ۲۰۰۳ |
| ۱۲۸۲۶۶ | 2003 TB1     | ۴ اکتبر ۲۰۰۳    |
| ۱۲۸۲۶۷ | 2003 TM6     | ۱ اکتبر ۲۰۰۳    |
| ۱۲۸۲۶۸ | 2003 TB7     | ۱ اکتبر ۲۰۰۳    |
| ۱۲۸۲۶۹ | 2003 TD14    | ۵ اکتبر ۲۰۰۳    |
| ۱۲۸۲۷۰ | 2003 TV49    | ۳ اکتبر ۲۰۰۳    |
| ۱۲۸۲۷۱ | 2003 UY3     | ۱۶ اکتبر ۲۰۰۳   |
| ۱۲۸۲۷۲ | 2003 UD38    | ۱۷ اکتبر ۲۰۰۳   |
| ۱۲۸۲۷۳ | 2003 UC52    | ۱۸ اکتبر ۲۰۰۳   |
| ۱۲۸۲۷۴ | 2003 UB58    | ۱۶ اکتبر ۲۰۰۳   |
| ۱۲۸۲۷۵ | 2003 UJ63    | ۱۶ اکتبر ۲۰۰۳   |
| ۱۲۸۲۷۶ | 2003 UM74    | ۱۷ اکتبر ۲۰۰۳   |
| ۱۲۸۲۷۷ | 2003 UR119   | ۱۸ اکتبر ۲۰۰۳   |
| ۱۲۸۲۷۸ | 2003 UL134   | ۲۰ اکتبر ۲۰۰۳   |
| ۱۲۸۲۷۹ | 2003 UG137   | ۲۱ اکتبر ۲۰۰۳   |
| ۱۲۸۲۸۰ | 2003 UE139   | ۱۶ اکتبر ۲۰۰۳   |
| ۱۲۸۲۸۱ | 2003 UQ145   | ۱۸ اکتبر ۲۰۰۳   |
| ۱۲۸۲۸۲ | 2003 UR156   | ۲۰ اکتبر ۲۰۰۳   |
| ۱۲۸۲۸۳ | 2003 UY166   | ۲۲ اکتبر ۲۰۰۳   |
| ۱۲۸۲۸۴ | 2003 UZ167   | ۲۲ اکتبر ۲۰۰۳   |
| ۱۲۸۲۸۵ | 2003 UE183   | ۲۱ اکتبر ۲۰۰۳   |
| ۱۲۸۲۸۶ | 2003 UC187   | ۲۲ اکتبر ۲۰۰۳   |
| ۱۲۸۲۸۷ | 2003 UZ196   | ۲۱ اکتبر ۲۰۰۳   |
| ۱۲۸۲۸۸ | 2003 UZ209   | ۲۳ اکتبر ۲۰۰۳   |
| ۱۲۸۲۸۹ | 2003 US254   | ۲۴ اکتبر ۲۰۰۳   |
| ۱۲۸۲۹۰ | 2003 UR258   | ۲۵ اکتبر ۲۰۰۳   |
| ۱۲۸۲۹۱ | 2003 UV258   | ۲۵ اکتبر ۲۰۰۳   |
| ۱۲۸۲۹۲ | 2003 WR39    | ۱۹ نوامبر ۲۰۰۳  |
| ۱۲۸۲۹۳ | 2003 WM84    | ۱۹ نوامبر ۲۰۰۳  |
| ۱۲۸۲۹۴ | 2003 WM95    | ۱۹ نوامبر ۲۰۰۳  |
| ۱۲۸۲۹۵ | 2003 WD111   | ۲۰ نوامبر ۲۰۰۳  |
| ۱۲۸۲۹۶ | 2003 WH153   | ۲۶ نوامبر ۲۰۰۳  |
| ۱۲۸۲۹۷ | Ashlevi      | ۱۳ دسامبر ۲۰۰۳  |
| ۱۲۸۲۹۸ | 2003 XR38    | ۴ دسامبر ۲۰۰۳   |
| ۱۲۸۲۹۹ | 2003 YL61    | ۱۹ دسامبر ۲۰۰۳  |
| ۱۲۸۳۰۰ | 2003 YH80    | ۱۸ دسامبر ۲۰۰۳  |
| ۱۲۸۳۰۱ | 2003 YZ139   | ۲۸ دسامبر ۲۰۰۳  |
| ۱۲۸۳۰۲ | 2004 AR9     | ۱۵ ژانویه ۲۰۰۴  |
| ۱۲۸۳۰۳ | 2004 AS26    | ۱۳ ژانویه ۲۰۰۴  |
| ۱۲۸۳۰۴ | 2004 BV10    | ۱۷ ژانویه ۲۰۰۴  |
| ۱۲۸۳۰۵ | 2004 BL47    | ۲۱ ژانویه ۲۰۰۴  |
| ۱۲۸۳۰۶ | 2004 BD55    | ۲۲ ژانویه ۲۰۰۴  |
| ۱۲۸۳۰۷ | 2004 BV56    | ۲۳ ژانویه ۲۰۰۴  |
| ۱۲۸۳۰۸ | 2004 BV72    | ۲۳ ژانویه ۲۰۰۴  |
| ۱۲۸۳۰۹ | 2004 BV93    | ۲۸ ژانویه ۲۰۰۴  |
| ۱۲۸۳۱۰ | 2004 BM114   | ۲۹ ژانویه ۲۰۰۴  |
| ۱۲۸۳۱۱ | 2004 CG74    | ۱۱ فوریه ۲۰۰۴   |
| ۱۲۸۳۱۲ | 2004 CN75    | ۱۱ فوریه ۲۰۰۴   |
| ۱۲۸۳۱۳ | 2004 CB95    | ۱۲ فوریه ۲۰۰۴   |
| ۱۲۸۳۱۴ | 2004 CB109   | ۱۵ فوریه ۲۰۰۴   |
| ۱۲۸۳۱۵ | 2004 DK22    | ۱۷ فوریه ۲۰۰۴   |
| ۱۲۸۳۱۶ | 2004 DG42    | ۱۹ فوریه ۲۰۰۴   |
| ۱۲۸۳۱۷ | 2004 DO44    | ۱۷ فوریه ۲۰۰۴   |
| ۱۲۸۳۱۸ | 2004 ER18    | ۱۴ مارس ۲۰۰۴    |
| ۱۲۸۳۱۹ | 2004 EF25    | ۱۵ مارس ۲۰۰۴    |
| ۱۲۸۳۲۰ | 2004 EX35    | ۱۳ مارس ۲۰۰۴    |
| ۱۲۸۳۲۱ | 2004 EF43    | ۱۵ مارس ۲۰۰۴    |
| ۱۲۸۳۲۲ | 2004 EH60    | ۱۵ مارس ۲۰۰۴    |
| ۱۲۸۳۲۳ | 2004 ES72    | ۱۵ مارس ۲۰۰۴    |
| ۱۲۸۳۲۴ | 2004 EQ79    | ۱۵ مارس ۲۰۰۴    |
| ۱۲۸۳۲۵ | 2004 EF115   | ۱۴ مارس ۲۰۰۴    |
| ۱۲۸۳۲۵ | 2004 FN      | ۱۶ مارس ۲۰۰۴    |
| ۱۲۸۳۲۷ | 2004 FP14    | ۱۶ مارس ۲۰۰۴    |
| ۱۲۸۳۲۸ | 2004 FU15    | ۲۰ مارس ۲۰۰۴    |
| ۱۲۸۳۲۹ | 2004 FK21    | ۱۶ مارس ۲۰۰۴    |
| ۱۲۸۳۳۰ | 2004 FX27    | ۱۷ مارس ۲۰۰۴    |
| ۱۲۸۳۳۱ | 2004 FM46    | ۱۷ مارس ۲۰۰۴    |
| ۱۲۸۳۳۲ | 2004 FC50    | ۱۸ مارس ۲۰۰۴    |
| ۱۲۸۳۳۳ | 2004 FL55    | ۱۹ مارس ۲۰۰۴    |
| ۱۲۸۳۳۴ | 2004 FO65    | ۱۹ مارس ۲۰۰۴    |
| ۱۲۸۳۳۵ | 2004 FP79    | ۲۰ مارس ۲۰۰۴    |
| ۱۲۸۳۳۶ | 2004 FP107   | ۲۰ مارس ۲۰۰۴    |
| ۱۲۸۳۳۷ | 2004 FD111   | ۲۵ مارس ۲۰۰۴    |
| ۱۲۸۳۳۸ | 2004 FQ111   | ۲۶ مارس ۲۰۰۴    |
| ۱۲۸۳۳۹ | 2004 FP118   | ۲۲ مارس ۲۰۰۴    |
| ۱۲۸۳۴۰ | 2004 FM121   | ۲۳ مارس ۲۰۰۴    |
| ۱۲۸۳۴۱ | 2004 FR128   | ۲۷ مارس ۲۰۰۴    |
| ۱۲۸۳۴۲ | 2004 FS157   | ۱۷ مارس ۲۰۰۴    |
| ۱۲۸۳۴۳ | 2004 GQ5     | ۱۱ آوریل ۲۰۰۴   |
| ۱۲۸۳۴۴ | 2004 GW7     | ۱۲ آوریل ۲۰۰۴   |
| ۱۲۸۳۴۵ | 2004 GY18    | ۱۵ آوریل ۲۰۰۴   |
| ۱۲۸۳۴۶ | 2004 GQ19    | ۱۵ آوریل ۲۰۰۴   |
| ۱۲۸۳۴۷ | 2004 GB23    | ۱۲ آوریل ۲۰۰۴   |
| ۱۲۸۳۴۸ | 2004 GK27    | ۱۵ آوریل ۲۰۰۴   |
| ۱۲۸۳۴۹ | 2004 GP30    | ۱۲ آوریل ۲۰۰۴   |
| ۱۲۸۳۵۰ | 2004 GE31    | ۱۳ آوریل ۲۰۰۴   |
| ۱۲۸۳۵۱ | 2004 GD35    | ۱۳ آوریل ۲۰۰۴   |
| ۱۲۸۳۵۲ | 2004 GY37    | ۱۴ آوریل ۲۰۰۴   |
| ۱۲۸۳۵۳ | 2004 GK39    | ۱۵ آوریل ۲۰۰۴   |
| ۱۲۸۳۵۴ | 2004 GL42    | ۱۴ آوریل ۲۰۰۴   |
| ۱۲۸۳۵۵ | 2004 GE66    | ۱۳ آوریل ۲۰۰۴   |
| ۱۲۸۳۵۶ | 2004 GD76    | ۱۵ آوریل ۲۰۰۴   |
| ۱۲۸۳۵۷ | 2004 HV2     | ۱۶ آوریل ۲۰۰۴   |
| ۱۲۸۳۵۸ | 2004 HS4     | ۱۶ آوریل ۲۰۰۴   |
| ۱۲۸۳۵۹ | 2004 HV4     | ۱۶ آوریل ۲۰۰۴   |
| ۱۲۸۳۶۰ | 2004 HK18    | ۱۷ آوریل ۲۰۰۴   |
| ۱۲۸۳۶۱ | 2004 HP18    | ۱۷ آوریل ۲۰۰۴   |
| ۱۲۸۳۶۲ | 2004 HW19    | ۲۰ آوریل ۲۰۰۴   |
| ۱۲۸۳۶۳ | 2004 HL28    | ۲۰ آوریل ۲۰۰۴   |
| ۱۲۸۳۶۴ | 2004 HM29    | ۲۱ آوریل ۲۰۰۴   |
| ۱۲۸۳۶۵ | 2004 HJ44    | ۲۱ آوریل ۲۰۰۴   |
| ۱۲۸۳۶۶ | 2004 HX44    | ۲۱ آوریل ۲۰۰۴   |
| ۱۲۸۳۶۷ | 2004 HM53    | ۲۵ آوریل ۲۰۰۴   |
| ۱۲۸۳۶۸ | 2004 HH59    | ۲۵ آوریل ۲۰۰۴   |
| ۱۲۸۳۶۹ | 2004 HT62    | ۳۰ آوریل ۲۰۰۴   |
| ۱۲۸۳۷۰ | 2004 HB72    | ۲۵ آوریل ۲۰۰۴   |
| ۱۲۸۳۷۱ | 2004 HO74    | ۳۰ آوریل ۲۰۰۴   |
| ۱۲۸۳۷۲ | 2004 JE2     | ۹ مه ۲۰۰۴       |
| ۱۲۸۳۷۳ | 2004 JV5     | ۱۲ مه ۲۰۰۴      |
| ۱۲۸۳۷۴ | 2004 JW26    | ۱۵ مه ۲۰۰۴      |
| ۱۲۸۳۷۵ | 2004 JO27    | ۱۵ مه ۲۰۰۴      |
| ۱۲۸۳۷۶ | 2004 JS27    | ۱۵ مه ۲۰۰۴      |
| ۱۲۸۳۷۷ | 2004 JB28    | ۱۲ مه ۲۰۰۴      |
| ۱۲۸۳۷۸ | 2004 JB29    | ۱۵ مه ۲۰۰۴      |
| ۱۲۸۳۷۹ | 2004 JQ33    | ۱۵ مه ۲۰۰۴      |
| ۱۲۸۳۸۰ | 2004 JF34    | ۱۵ مه ۲۰۰۴      |
| ۱۲۸۳۸۱ | 2004 JB35    | ۱۵ مه ۲۰۰۴      |
| ۱۲۸۳۸۲ | 2004 JH35    | ۱۵ مه ۲۰۰۴      |
| ۱۲۸۳۸۳ | 2004 JW52    | ۹ مه ۲۰۰۴       |
| ۱۲۸۳۸۴ | 2004 KV3     | ۱۶ مه ۲۰۰۴      |
| ۱۲۸۳۸۵ | 2004 KD4     | ۱۶ مه ۲۰۰۴      |
| ۱۲۸۳۸۶ | 2004 KL5     | ۱۶ مه ۲۰۰۴      |
| ۱۲۸۳۸۷ | 2004 KH8     | ۱۶ مه ۲۰۰۴      |
| ۱۲۸۳۸۸ | 2004 KD13    | ۲۳ مه ۲۰۰۴      |
| ۱۲۸۳۸۹ | 2004 KG14    | ۲۲ مه ۲۰۰۴      |
| ۱۲۸۳۹۰ | 2004 KQ14    | ۲۳ مه ۲۰۰۴      |
| ۱۲۸۳۹۰ | 2004 LQ      | ۸ ژوئن ۲۰۰۴     |
| ۱۲۸۳۹۰ | 2004 LY      | ۹ ژوئن ۲۰۰۴     |
| ۱۲۸۳۹۳ | 2004 LE3     | ۶ ژوئن ۲۰۰۴     |
| ۱۲۸۳۹۴ | 2004 LG3     | ۶ ژوئن ۲۰۰۴     |
| ۱۲۸۳۹۵ | 2004 LE5     | ۱۲ ژوئن ۲۰۰۴    |
| ۱۲۸۳۹۶ | 2004 LK5     | ۱۲ ژوئن ۲۰۰۴    |
| ۱۲۸۳۹۷ | 2004 LL5     | ۶ ژوئن ۲۰۰۴     |
| ۱۲۸۳۹۸ | 2004 LU6     | ۱۱ ژوئن ۲۰۰۴    |
| ۱۲۸۳۹۹ | 2004 LO7     | ۱۱ ژوئن ۲۰۰۴    |
| ۱۲۸۴۰۰ | 2004 LD8     | ۱۱ ژوئن ۲۰۰۴    |
| ۱۲۸۴۰۱ | 2004 LO9     | ۱۳ ژوئن ۲۰۰۴    |
| ۱۲۸۴۰۲ | 2004 LS9     | ۱۳ ژوئن ۲۰۰۴    |
| ۱۲۸۴۰۳ | 2004 LT10    | ۸ ژوئن ۲۰۰۴     |
| ۱۲۸۴۰۴ | 2004 LU13    | ۱۱ ژوئن ۲۰۰۴    |
| ۱۲۸۴۰۵ | 2004 LE15    | ۱۱ ژوئن ۲۰۰۴    |
| ۱۲۸۴۰۶ | 2004 LF15    | ۱۱ ژوئن ۲۰۰۴    |
| ۱۲۸۴۰۷ | 2004 LP15    | ۱۲ ژوئن ۲۰۰۴    |
| ۱۲۸۴۰۸ | 2004 LJ16    | ۱۲ ژوئن ۲۰۰۴    |
| ۱۲۸۴۰۹ | 2004 LL16    | ۱۲ ژوئن ۲۰۰۴    |
| ۱۲۸۴۱۰ | 2004 LM16    | ۱۲ ژوئن ۲۰۰۴    |
| ۱۲۸۴۱۱ | 2004 LO16    | ۱۲ ژوئن ۲۰۰۴    |
| ۱۲۸۴۱۲ | 2004 LZ16    | ۱۴ ژوئن ۲۰۰۴    |
| ۱۲۸۴۱۳ | 2004 LR17    | ۱۴ ژوئن ۲۰۰۴    |
| ۱۲۸۴۱۴ | 2004 LO18    | ۱۲ ژوئن ۲۰۰۴    |
| ۱۲۸۴۱۵ | 2004 LZ21    | ۱۳ ژوئن ۲۰۰۴    |
| ۱۲۸۴۱۶ | 2004 LC22    | ۱۳ ژوئن ۲۰۰۴    |
| ۱۲۸۴۱۷ | 2004 LK24    | ۱۲ ژوئن ۲۰۰۴    |
| ۱۲۸۴۱۸ | 2004 LN24    | ۱۲ ژوئن ۲۰۰۴    |
| ۱۲۸۴۱۹ | 2004 LK29    | ۱۴ ژوئن ۲۰۰۴    |
| ۱۲۸۴۱۹ | 2004 MS      | ۱۶ ژوئن ۲۰۰۴    |
| ۱۲۸۴۲۱ | 2004 MB1     | ۱۶ ژوئن ۲۰۰۴    |
| ۱۲۸۴۲۲ | 2004 MC1     | ۱۶ ژوئن ۲۰۰۴    |
| ۱۲۸۴۲۳ | 2004 MD1     | ۱۶ ژوئن ۲۰۰۴    |
| ۱۲۸۴۲۴ | 2004 MM1     | ۱۷ ژوئن ۲۰۰۴    |
| ۱۲۸۴۲۵ | 2004 MT5     | ۲۰ ژوئن ۲۰۰۴    |
| ۱۲۸۴۲۶ | 2004 MP6     | ۱۸ ژوئن ۲۰۰۴    |
| ۱۲۸۴۲۷ | 2004 MQ7     | ۲۸ ژوئن ۲۰۰۴    |
| ۱۲۸۴۲۷ | 2004 NJ      | ۸ ژوئیه ۲۰۰۴    |
| ۱۲۸۴۲۷ | 2004 NK      | ۸ ژوئیه ۲۰۰۴    |
| ۱۲۸۴۳۰ | 2004 NC1     | ۷ ژوئیه ۲۰۰۴    |
| ۱۲۸۴۳۱ | 2004 NO1     | ۹ ژوئیه ۲۰۰۴    |
| ۱۲۸۴۳۲ | 2004 NX1     | ۹ ژوئیه ۲۰۰۴    |
| ۱۲۸۴۳۳ | 2004 NY1     | ۹ ژوئیه ۲۰۰۴    |
| ۱۲۸۴۳۴ | 2004 NJ2     | ۹ ژوئیه ۲۰۰۴    |
| ۱۲۸۴۳۵ | 2004 NF4     | ۱۳ ژوئیه ۲۰۰۴   |
| ۱۲۸۴۳۶ | 2004 NA7     | ۱۱ ژوئیه ۲۰۰۴   |
| ۱۲۸۴۳۷ | 2004 NQ7     | ۱۴ ژوئیه ۲۰۰۴   |
| ۱۲۸۴۳۸ | 2004 NY9     | ۹ ژوئیه ۲۰۰۴    |
| ۱۲۸۴۳۹ | 2004 NA11    | ۱۰ ژوئیه ۲۰۰۴   |
| ۱۲۸۴۴۰ | 2004 NG13    | ۱۱ ژوئیه ۲۰۰۴   |
| ۱۲۸۴۴۱ | 2004 NR14    | ۱۱ ژوئیه ۲۰۰۴   |
| ۱۲۸۴۴۲ | 2004 NE15    | ۱۱ ژوئیه ۲۰۰۴   |
| ۱۲۸۴۴۳ | 2004 NN16    | ۱۱ ژوئیه ۲۰۰۴   |
| ۱۲۸۴۴۴ | 2004 NQ16    | ۱۱ ژوئیه ۲۰۰۴   |
| ۱۲۸۴۴۵ | 2004 ND20    | ۱۴ ژوئیه ۲۰۰۴   |
| ۱۲۸۴۴۶ | 2004 NJ21    | ۱۵ ژوئیه ۲۰۰۴   |
| ۱۲۸۴۴۷ | 2004 NZ21    | ۱۵ ژوئیه ۲۰۰۴   |
| ۱۲۸۴۴۸ | 2004 NU23    | ۱۴ ژوئیه ۲۰۰۴   |
| ۱۲۸۴۴۹ | 2004 NX23    | ۱۴ ژوئیه ۲۰۰۴   |
| ۱۲۸۴۵۰ | 2004 NX24    | ۱۵ ژوئیه ۲۰۰۴   |
| ۱۲۸۴۵۱ | 2004 NC25    | ۱۵ ژوئیه ۲۰۰۴   |
| ۱۲۸۴۵۲ | 2004 NJ25    | ۱۵ ژوئیه ۲۰۰۴   |
| ۱۲۸۴۵۳ | 2004 NR26    | ۱۱ ژوئیه ۲۰۰۴   |
| ۱۲۸۴۵۴ | 2004 NX26    | ۱۱ ژوئیه ۲۰۰۴   |
| ۱۲۸۴۵۵ | 2004 NZ27    | ۱۱ ژوئیه ۲۰۰۴   |
| ۱۲۸۴۵۶ | 2004 NL28    | ۱۱ ژوئیه ۲۰۰۴   |
| ۱۲۸۴۵۷ | 2004 NW28    | ۱۴ ژوئیه ۲۰۰۴   |
| ۱۲۸۴۵۸ | 2004 NE29    | ۱۴ ژوئیه ۲۰۰۴   |
| ۱۲۸۴۵۹ | 2004 NS29    | ۱۴ ژوئیه ۲۰۰۴   |
| ۱۲۸۴۶۰ | 2004 NZ31    | ۱۵ ژوئیه ۲۰۰۴   |
| ۱۲۸۴۶۰ | 2004 OA      | ۱۶ ژوئیه ۲۰۰۴   |
| ۱۲۸۴۶۲ | 2004 OU4     | ۱۶ ژوئیه ۲۰۰۴   |
| ۱۲۸۴۶۳ | 2004 OD5     | ۱۶ ژوئیه ۲۰۰۴   |
| ۱۲۸۴۶۴ | 2004 OZ7     | ۱۶ ژوئیه ۲۰۰۴   |
| ۱۲۸۴۶۵ | 2004 OJ9     | ۲۰ ژوئیه ۲۰۰۴   |
| ۱۲۸۴۶۶ | 2004 OH10    | ۲۱ ژوئیه ۲۰۰۴   |
| ۱۲۸۴۶۷ | 2004 OH11    | ۲۵ ژوئیه ۲۰۰۴   |
| ۱۲۸۴۶۸ | 2004 OK11    | ۲۵ ژوئیه ۲۰۰۴   |
| ۱۲۸۴۶۹ | 2004 OH12    | ۲۸ ژوئیه ۲۰۰۴   |
| ۱۲۸۴۷۰ | 2004 OX12    | ۲۸ ژوئیه ۲۰۰۴   |
| ۱۲۸۴۷۱ | 2004 OG13    | ۱۶ ژوئیه ۲۰۰۴   |
| ۱۲۸۴۷۱ | 2004 PS      | ۷ اوت ۲۰۰۴      |
| ۱۲۸۴۷۱ | 2004 PV      | ۶ اوت ۲۰۰۴      |
| ۱۲۸۴۷۴ | 2004 PD1     | ۷ اوت ۲۰۰۴      |
| ۱۲۸۴۷۵ | 2004 PW1     | ۶ اوت ۲۰۰۴      |
| ۱۲۸۴۷۶ | 2004 PE3     | ۳ اوت ۲۰۰۴      |
| ۱۲۸۴۷۷ | 2004 PH3     | ۳ اوت ۲۰۰۴      |
| ۱۲۸۴۷۸ | 2004 PU3     | ۳ اوت ۲۰۰۴      |
| ۱۲۸۴۷۹ | 2004 PE4     | ۴ اوت ۲۰۰۴      |
| ۱۲۸۴۸۰ | 2004 PK4     | ۵ اوت ۲۰۰۴      |
| ۱۲۸۴۸۱ | 2004 PE6     | ۶ اوت ۲۰۰۴      |
| ۱۲۸۴۸۲ | 2004 PH7     | ۶ اوت ۲۰۰۴      |
| ۱۲۸۴۸۳ | 2004 PV8     | ۶ اوت ۲۰۰۴      |
| ۱۲۸۴۸۴ | 2004 PZ9     | ۶ اوت ۲۰۰۴      |
| ۱۲۸۴۸۵ | 2004 PD10    | ۶ اوت ۲۰۰۴      |
| ۱۲۸۴۸۶ | 2004 PB11    | ۷ اوت ۲۰۰۴      |
| ۱۲۸۴۸۷ | 2004 PN11    | ۷ اوت ۲۰۰۴      |
| ۱۲۸۴۸۸ | 2004 PX12    | ۷ اوت ۲۰۰۴      |
| ۱۲۸۴۸۹ | 2004 PU13    | ۷ اوت ۲۰۰۴      |
| ۱۲۸۴۹۰ | 2004 PW13    | ۷ اوت ۲۰۰۴      |
| ۱۲۸۴۹۱ | 2004 PF15    | ۷ اوت ۲۰۰۴      |
| ۱۲۸۴۹۲ | 2004 PH15    | ۷ اوت ۲۰۰۴      |
| ۱۲۸۴۹۳ | 2004 PQ15    | ۷ اوت ۲۰۰۴      |
| ۱۲۸۴۹۴ | 2004 PE16    | ۷ اوت ۲۰۰۴      |
| ۱۲۸۴۹۵ | 2004 PP16    | ۷ اوت ۲۰۰۴      |
| ۱۲۸۴۹۶ | 2004 PV16    | ۷ اوت ۲۰۰۴      |
| ۱۲۸۴۹۷ | 2004 PA17    | ۷ اوت ۲۰۰۴      |
| ۱۲۸۴۹۸ | 2004 PB17    | ۸ اوت ۲۰۰۴      |
| ۱۲۸۴۹۹ | 2004 PH17    | ۸ اوت ۲۰۰۴      |
| ۱۲۸۵۰۰ | 2004 PJ17    | ۸ اوت ۲۰۰۴      |
| ۱۲۸۵۰۱ | 2004 PO17    | ۸ اوت ۲۰۰۴      |
| ۱۲۸۵۰۲ | 2004 PD18    | ۸ اوت ۲۰۰۴      |
| ۱۲۸۵۰۳ | 2004 PF18    | ۸ اوت ۲۰۰۴      |
| ۱۲۸۵۰۴ | 2004 PP18    | ۸ اوت ۲۰۰۴      |
| ۱۲۸۵۰۵ | 2004 PK19    | ۸ اوت ۲۰۰۴      |
| ۱۲۸۵۰۶ | 2004 PF30    | ۸ اوت ۲۰۰۴      |
| ۱۲۸۵۰۷ | 2004 PO31    | ۸ اوت ۲۰۰۴      |
| ۱۲۸۵۰۸ | 2004 PJ33    | ۸ اوت ۲۰۰۴      |
| ۱۲۸۵۰۹ | 2004 PS34    | ۸ اوت ۲۰۰۴      |
| ۱۲۸۵۱۰ | 2004 PA35    | ۸ اوت ۲۰۰۴      |
| ۱۲۸۵۱۱ | 2004 PO37    | ۹ اوت ۲۰۰۴      |
| ۱۲۸۵۱۲ | 2004 PS37    | ۹ اوت ۲۰۰۴      |
| ۱۲۸۵۱۳ | 2004 PU37    | ۹ اوت ۲۰۰۴      |
| ۱۲۸۵۱۴ | 2004 PC38    | ۹ اوت ۲۰۰۴      |
| ۱۲۸۵۱۵ | 2004 PR38    | ۹ اوت ۲۰۰۴      |
| ۱۲۸۵۱۶ | 2004 PS38    | ۹ اوت ۲۰۰۴      |
| ۱۲۸۵۱۷ | 2004 PX38    | ۹ اوت ۲۰۰۴      |
| ۱۲۸۵۱۸ | 2004 PE39    | ۹ اوت ۲۰۰۴      |
| ۱۲۸۵۱۹ | 2004 PV40    | ۹ اوت ۲۰۰۴      |
| ۱۲۸۵۲۰ | 2004 PZ40    | ۹ اوت ۲۰۰۴      |
| ۱۲۸۵۲۱ | 2004 PA41    | ۹ اوت ۲۰۰۴      |
| ۱۲۸۵۲۲ | 2004 PD42    | ۹ اوت ۲۰۰۴      |
| ۱۲۸۵۲۳ | Johnmuir     | ۱۱ اوت ۲۰۰۴     |
| ۱۲۸۵۲۴ | 2004 PR43    | ۶ اوت ۲۰۰۴      |
| ۱۲۸۵۲۵ | 2004 PD48    | ۸ اوت ۲۰۰۴      |
| ۱۲۸۵۲۶ | 2004 PX48    | ۸ اوت ۲۰۰۴      |
| ۱۲۸۵۲۷ | 2004 PV49    | ۸ اوت ۲۰۰۴      |
| ۱۲۸۵۲۸ | 2004 PY49    | ۸ اوت ۲۰۰۴      |
| ۱۲۸۵۲۹ | 2004 PT52    | ۸ اوت ۲۰۰۴      |
| ۱۲۸۵۳۰ | 2004 PW52    | ۸ اوت ۲۰۰۴      |
| ۱۲۸۵۳۱ | 2004 PY52    | ۸ اوت ۲۰۰۴      |
| ۱۲۸۵۳۲ | 2004 PG56    | ۹ اوت ۲۰۰۴      |
| ۱۲۸۵۳۳ | 2004 PS56    | ۹ اوت ۲۰۰۴      |
| ۱۲۸۵۳۴ | 2004 PV57    | ۹ اوت ۲۰۰۴      |
| ۱۲۸۵۳۵ | 2004 PY58    | ۹ اوت ۲۰۰۴      |
| ۱۲۸۵۳۶ | 2004 PG59    | ۹ اوت ۲۰۰۴      |
| ۱۲۸۵۳۷ | 2004 PS59    | ۹ اوت ۲۰۰۴      |
| ۱۲۸۵۳۸ | 2004 PU60    | ۹ اوت ۲۰۰۴      |
| ۱۲۸۵۳۹ | 2004 PD65    | ۱۰ اوت ۲۰۰۴     |
| ۱۲۸۵۴۰ | 2004 PV65    | ۱۰ اوت ۲۰۰۴     |
| ۱۲۸۵۴۱ | 2004 PC66    | ۸ اوت ۲۰۰۴      |
| ۱۲۸۵۴۲ | 2004 PT66    | ۹ اوت ۲۰۰۴      |
| ۱۲۸۵۴۳ | 2004 PO67    | ۵ اوت ۲۰۰۴      |
| ۱۲۸۵۴۴ | 2004 PV67    | ۶ اوت ۲۰۰۴      |
| ۱۲۸۵۴۵ | 2004 PJ68    | ۶ اوت ۲۰۰۴      |
| ۱۲۸۵۴۶ | 2004 PF72    | ۸ اوت ۲۰۰۴      |
| ۱۲۸۵۴۷ | 2004 PN72    | ۸ اوت ۲۰۰۴      |
| ۱۲۸۵۴۸ | 2004 PY72    | ۸ اوت ۲۰۰۴      |
| ۱۲۸۵۴۹ | 2004 PZ72    | ۸ اوت ۲۰۰۴      |
| ۱۲۸۵۵۰ | 2004 PL73    | ۸ اوت ۲۰۰۴      |
| ۱۲۸۵۵۱ | 2004 PW75    | ۹ اوت ۲۰۰۴      |
| ۱۲۸۵۵۲ | 2004 PA77    | ۹ اوت ۲۰۰۴      |
| ۱۲۸۵۵۳ | 2004 PF77    | ۹ اوت ۲۰۰۴      |
| ۱۲۸۵۵۴ | 2004 PL79    | ۹ اوت ۲۰۰۴      |
| ۱۲۸۵۵۵ | 2004 PO79    | ۹ اوت ۲۰۰۴      |
| ۱۲۸۵۵۶ | 2004 PG83    | ۱۰ اوت ۲۰۰۴     |
| ۱۲۸۵۵۷ | 2004 PX83    | ۱۰ اوت ۲۰۰۴     |
| ۱۲۸۵۵۸ | 2004 PT85    | ۱۰ اوت ۲۰۰۴     |
| ۱۲۸۵۵۹ | 2004 PJ88    | ۱۱ اوت ۲۰۰۴     |
| ۱۲۸۵۶۰ | 2004 PL88    | ۱۱ اوت ۲۰۰۴     |
| ۱۲۸۵۶۱ | 2004 PK90    | ۱۰ اوت ۲۰۰۴     |
| ۱۲۸۵۶۲ | 2004 PM90    | ۱۰ اوت ۲۰۰۴     |
| ۱۲۸۵۶۳ | 2004 PS90    | ۱۰ اوت ۲۰۰۴     |
| ۱۲۸۵۶۴ | 2004 PX90    | ۱۰ اوت ۲۰۰۴     |
| ۱۲۸۵۶۵ | 2004 PY92    | ۱۱ اوت ۲۰۰۴     |
| ۱۲۸۵۶۶ | 2004 PZ92    | ۱۱ اوت ۲۰۰۴     |
| ۱۲۸۵۶۷ | 2004 PJ93    | ۱۱ اوت ۲۰۰۴     |
| ۱۲۸۵۶۸ | 2004 PK94    | ۱۰ اوت ۲۰۰۴     |
| ۱۲۸۵۶۹ | 2004 PM97    | ۱۲ اوت ۲۰۰۴     |
| ۱۲۸۵۷۰ | 2004 PV99    | ۱۱ اوت ۲۰۰۴     |
| ۱۲۸۵۷۱ | 2004 PB100   | ۱۱ اوت ۲۰۰۴     |
| ۱۲۸۵۷۲ | 2004 PN101   | ۱۱ اوت ۲۰۰۴     |
| ۱۲۸۵۷۳ | 2004 PO101   | ۱۱ اوت ۲۰۰۴     |
| ۱۲۸۵۷۴ | 2004 PX101   | ۱۱ اوت ۲۰۰۴     |
| ۱۲۸۵۷۵ | 2004 PL102   | ۱۲ اوت ۲۰۰۴     |
| ۱۲۸۵۷۶ | 2004 PB104   | ۱۲ اوت ۲۰۰۴     |
| ۱۲۸۵۷۷ | 2004 PO104   | ۱۵ اوت ۲۰۰۴     |
| ۱۲۸۵۷۸ | 2004 PW104   | ۱۵ اوت ۲۰۰۴     |
| ۱۲۸۵۷۹ | 2004 PH105   | ۹ اوت ۲۰۰۴      |
| ۱۲۸۵۸۰ | 2004 PT105   | ۱۴ اوت ۲۰۰۴     |
| ۱۲۸۵۸۱ | 2004 PX105   | ۱۵ اوت ۲۰۰۴     |
| ۱۲۸۵۸۲ | 2004 PC106   | ۱۵ اوت ۲۰۰۴     |
| ۱۲۸۵۸۳ | 2004 PU108   | ۱۰ اوت ۲۰۰۴     |
| ۱۲۸۵۸۴ | 2004 PR112   | ۸ اوت ۲۰۰۴      |
| ۱۲۸۵۸۴ | 2004 QV      | ۱۸ اوت ۲۰۰۴     |
| ۱۲۸۵۸۶ | Jeremias     | ۱۶ اوت ۲۰۰۴     |
| ۱۲۸۵۸۷ | 2004 QU1     | ۱۹ اوت ۲۰۰۴     |
| ۱۲۸۵۸۸ | 2004 QW1     | ۱۹ اوت ۲۰۰۴     |
| ۱۲۸۵۸۹ | 2004 QY1     | ۱۹ اوت ۲۰۰۴     |
| ۱۲۸۵۹۰ | 2004 QO3     | ۱۹ اوت ۲۰۰۴     |
| ۱۲۸۵۹۱ | 2004 QD4     | ۱۹ اوت ۲۰۰۴     |
| ۱۲۸۵۹۲ | 2004 QM5     | ۲۱ اوت ۲۰۰۴     |
| ۱۲۸۵۹۳ | 2004 QU6     | ۲۰ اوت ۲۰۰۴     |
| ۱۲۸۵۹۴ | 2004 QJ8     | ۱۶ اوت ۲۰۰۴     |
| ۱۲۸۵۹۵ | 2004 QK10    | ۲۱ اوت ۲۰۰۴     |
| ۱۲۸۵۹۶ | 2004 QS10    | ۲۱ اوت ۲۰۰۴     |
| ۱۲۸۵۹۷ | 2004 QA11    | ۲۱ اوت ۲۰۰۴     |
| ۱۲۸۵۹۸ | 2004 QO11    | ۲۱ اوت ۲۰۰۴     |
| ۱۲۸۵۹۹ | 2004 QP11    | ۲۱ اوت ۲۰۰۴     |
| ۱۲۸۶۰۰ | 2004 QT11    | ۲۱ اوت ۲۰۰۴     |
| ۱۲۸۶۰۱ | 2004 QS12    | ۲۱ اوت ۲۰۰۴     |
| ۱۲۸۶۰۲ | 2004 QL13    | ۲۱ اوت ۲۰۰۴     |
| ۱۲۸۶۰۳ | 2004 QP13    | ۲۲ اوت ۲۰۰۴     |
| ۱۲۸۶۰۴ | 2004 QO14    | ۲۱ اوت ۲۰۰۴     |
| ۱۲۸۶۰۵ | 2004 QF15    | ۲۲ اوت ۲۰۰۴     |
| ۱۲۸۶۰۶ | 2004 QY17    | ۱۹ اوت ۲۰۰۴     |
| ۱۲۸۶۰۷ | 2004 QJ18    | ۲۰ اوت ۲۰۰۴     |
| ۱۲۸۶۰۸ | 2004 QR18    | ۲۱ اوت ۲۰۰۴     |
| ۱۲۸۶۰۹ | 2004 QB19    | ۲۲ اوت ۲۰۰۴     |
| ۱۲۸۶۱۰ | 2004 QR20    | ۲۰ اوت ۲۰۰۴     |
| ۱۲۸۶۱۱ | 2004 QB21    | ۲۰ اوت ۲۰۰۴     |
| ۱۲۸۶۱۲ | 2004 QW21    | ۲۵ اوت ۲۰۰۴     |
| ۱۲۸۶۱۳ | 2004 QB22    | ۲۴ اوت ۲۰۰۴     |
| ۱۲۸۶۱۴ | 2004 QO24    | ۲۱ اوت ۲۰۰۴     |
| ۱۲۸۶۱۵ | 2004 QR24    | ۲۶ اوت ۲۰۰۴     |
| ۱۲۸۶۱۶ | 2004 QA25    | ۲۴ اوت ۲۰۰۴     |
| ۱۲۸۶۱۷ | 2004 QB25    | ۲۴ اوت ۲۰۰۴     |
| ۱۲۸۶۱۸ | 2004 QH25    | ۱۹ اوت ۲۰۰۴     |
| ۱۲۸۶۱۹ | 2004 QN25    | ۲۵ اوت ۲۰۰۴     |
| ۱۲۸۶۲۰ | 2004 QC26    | ۲۵ اوت ۲۰۰۴     |
| ۱۲۸۶۲۰ | 2004 RD      | ۲ سپتامبر ۲۰۰۴  |
| ۱۲۸۶۲۰ | 2004 RU      | ۴ سپتامبر ۲۰۰۴  |
| ۱۲۸۶۲۳ | 2004 RP2     | ۵ سپتامبر ۲۰۰۴  |
| ۱۲۸۶۲۴ | 2004 RU3     | ۴ سپتامبر ۲۰۰۴  |
| ۱۲۸۶۲۵ | 2004 RO4     | ۴ سپتامبر ۲۰۰۴  |
| ۱۲۸۶۲۶ | 2004 RF7     | ۵ سپتامبر ۲۰۰۴  |
| ۱۲۸۶۲۷ | Ottmarsheim  | ۶ سپتامبر ۲۰۰۴  |
| ۱۲۸۶۲۸ | 2004 RX8     | ۶ سپتامبر ۲۰۰۴  |
| ۱۲۸۶۲۹ | 2004 RS10    | ۷ سپتامبر ۲۰۰۴  |
| ۱۲۸۶۳۰ | 2004 RM11    | ۶ سپتامبر ۲۰۰۴  |
| ۱۲۸۶۳۱ | 2004 RN11    | ۶ سپتامبر ۲۰۰۴  |
| ۱۲۸۶۳۲ | 2004 RT11    | ۷ سپتامبر ۲۰۰۴  |
| ۱۲۸۶۳۳ | 2004 RF12    | ۸ سپتامبر ۲۰۰۴  |
| ۱۲۸۶۳۴ | 2004 RF13    | ۴ سپتامبر ۲۰۰۴  |
| ۱۲۸۶۳۵ | 2004 RE19    | ۷ سپتامبر ۲۰۰۴  |
| ۱۲۸۶۳۶ | 2004 RJ22    | ۷ سپتامبر ۲۰۰۴  |
| ۱۲۸۶۳۷ | 2004 RK22    | ۷ سپتامبر ۲۰۰۴  |
| ۱۲۸۶۳۸ | 2004 RT22    | ۷ سپتامبر ۲۰۰۴  |
| ۱۲۸۶۳۹ | 2004 RU22    | ۷ سپتامبر ۲۰۰۴  |
| ۱۲۸۶۴۰ | 2004 RZ22    | ۷ سپتامبر ۲۰۰۴  |
| ۱۲۸۶۴۱ | 2004 RE25    | ۶ سپتامبر ۲۰۰۴  |
| ۱۲۸۶۴۲ | 2004 RK27    | ۶ سپتامبر ۲۰۰۴  |
| ۱۲۸۶۴۳ | 2004 RM30    | ۷ سپتامبر ۲۰۰۴  |
| ۱۲۸۶۴۴ | 2004 RW32    | ۷ سپتامبر ۲۰۰۴  |
| ۱۲۸۶۴۵ | 2004 RA35    | ۷ سپتامبر ۲۰۰۴  |
| ۱۲۸۶۴۶ | 2004 RT36    | ۷ سپتامبر ۲۰۰۴  |
| ۱۲۸۶۴۷ | 2004 RC39    | ۷ سپتامبر ۲۰۰۴  |
| ۱۲۸۶۴۸ | 2004 RT42    | ۸ سپتامبر ۲۰۰۴  |
| ۱۲۸۶۴۹ | 2004 RC44    | ۸ سپتامبر ۲۰۰۴  |
| ۱۲۸۶۵۰ | 2004 RN44    | ۸ سپتامبر ۲۰۰۴  |
| ۱۲۸۶۵۱ | 2004 RP44    | ۸ سپتامبر ۲۰۰۴  |
| ۱۲۸۶۵۲ | 2004 RJ45    | ۸ سپتامبر ۲۰۰۴  |
| ۱۲۸۶۵۳ | 2004 RT45    | ۸ سپتامبر ۲۰۰۴  |
| ۱۲۸۶۵۴ | 2004 RU47    | ۸ سپتامبر ۲۰۰۴  |
| ۱۲۸۶۵۵ | 2004 RD49    | ۸ سپتامبر ۲۰۰۴  |
| ۱۲۸۶۵۶ | 2004 RG49    | ۸ سپتامبر ۲۰۰۴  |
| ۱۲۸۶۵۷ | 2004 RN50    | ۸ سپتامبر ۲۰۰۴  |
| ۱۲۸۶۵۸ | 2004 RJ51    | ۸ سپتامبر ۲۰۰۴  |
| ۱۲۸۶۵۹ | 2004 RC52    | ۸ سپتامبر ۲۰۰۴  |
| ۱۲۸۶۶۰ | 2004 RH55    | ۸ سپتامبر ۲۰۰۴  |
| ۱۲۸۶۶۱ | 2004 RT55    | ۸ سپتامبر ۲۰۰۴  |
| ۱۲۸۶۶۲ | 2004 RW55    | ۸ سپتامبر ۲۰۰۴  |
| ۱۲۸۶۶۳ | 2004 RY55    | ۸ سپتامبر ۲۰۰۴  |
| ۱۲۸۶۶۴ | 2004 RJ56    | ۸ سپتامبر ۲۰۰۴  |
| ۱۲۸۶۶۵ | 2004 RK57    | ۸ سپتامبر ۲۰۰۴  |
| ۱۲۸۶۶۶ | 2004 RE59    | ۸ سپتامبر ۲۰۰۴  |
| ۱۲۸۶۶۷ | 2004 RL59    | ۸ سپتامبر ۲۰۰۴  |
| ۱۲۸۶۶۸ | 2004 RP60    | ۸ سپتامبر ۲۰۰۴  |
| ۱۲۸۶۶۹ | 2004 RA61    | ۸ سپتامبر ۲۰۰۴  |
| ۱۲۸۶۷۰ | 2004 RB61    | ۸ سپتامبر ۲۰۰۴  |
| ۱۲۸۶۷۱ | 2004 RG61    | ۸ سپتامبر ۲۰۰۴  |
| ۱۲۸۶۷۲ | 2004 RK61    | ۸ سپتامبر ۲۰۰۴  |
| ۱۲۸۶۷۳ | 2004 RM61    | ۸ سپتامبر ۲۰۰۴  |
| ۱۲۸۶۷۴ | 2004 RJ62    | ۸ سپتامبر ۲۰۰۴  |
| ۱۲۸۶۷۵ | 2004 RU62    | ۸ سپتامبر ۲۰۰۴  |
| ۱۲۸۶۷۶ | 2004 RC63    | ۸ سپتامبر ۲۰۰۴  |
| ۱۲۸۶۷۷ | 2004 RD63    | ۸ سپتامبر ۲۰۰۴  |
| ۱۲۸۶۷۸ | 2004 RW64    | ۸ سپتامبر ۲۰۰۴  |
| ۱۲۸۶۷۹ | 2004 RB65    | ۸ سپتامبر ۲۰۰۴  |
| ۱۲۸۶۸۰ | 2004 RF69    | ۸ سپتامبر ۲۰۰۴  |
| ۱۲۸۶۸۱ | 2004 RS75    | ۸ سپتامبر ۲۰۰۴  |
| ۱۲۸۶۸۲ | 2004 RT75    | ۸ سپتامبر ۲۰۰۴  |
| ۱۲۸۶۸۳ | 2004 RJ77    | ۸ سپتامبر ۲۰۰۴  |
| ۱۲۸۶۸۴ | 2004 RN77    | ۸ سپتامبر ۲۰۰۴  |
| ۱۲۸۶۸۵ | 2004 RT79    | ۷ سپتامبر ۲۰۰۴  |
| ۱۲۸۶۸۶ | 2004 RE80    | ۷ سپتامبر ۲۰۰۴  |
| ۱۲۸۶۸۷ | 2004 RV81    | ۸ سپتامبر ۲۰۰۴  |
| ۱۲۸۶۸۸ | 2004 RT82    | ۹ سپتامبر ۲۰۰۴  |
| ۱۲۸۶۸۹ | 2004 RE83    | ۹ سپتامبر ۲۰۰۴  |
| ۱۲۸۶۹۰ | 2004 RZ85    | ۷ سپتامبر ۲۰۰۴  |
| ۱۲۸۶۹۱ | 2004 RL89    | ۸ سپتامبر ۲۰۰۴  |
| ۱۲۸۶۹۲ | 2004 RO90    | ۸ سپتامبر ۲۰۰۴  |
| ۱۲۸۶۹۳ | 2004 RZ92    | ۸ سپتامبر ۲۰۰۴  |
| ۱۲۸۶۹۴ | 2004 RD93    | ۸ سپتامبر ۲۰۰۴  |
| ۱۲۸۶۹۵ | 2004 RH97    | ۸ سپتامبر ۲۰۰۴  |
| ۱۲۸۶۹۶ | 2004 RV97    | ۸ سپتامبر ۲۰۰۴  |
| ۱۲۸۶۹۷ | 2004 RW97    | ۸ سپتامبر ۲۰۰۴  |
| ۱۲۸۶۹۸ | 2004 RD99    | ۸ سپتامبر ۲۰۰۴  |
| ۱۲۸۶۹۹ | 2004 RX99    | ۸ سپتامبر ۲۰۰۴  |
| ۱۲۸۷۰۰ | 2004 RA100   | ۸ سپتامبر ۲۰۰۴  |
| ۱۲۸۷۰۱ | 2004 RN100   | ۸ سپتامبر ۲۰۰۴  |
| ۱۲۸۷۰۲ | 2004 RN101   | ۸ سپتامبر ۲۰۰۴  |
| ۱۲۸۷۰۳ | 2004 RB103   | ۸ سپتامبر ۲۰۰۴  |
| ۱۲۸۷۰۴ | 2004 RA104   | ۸ سپتامبر ۲۰۰۴  |
| ۱۲۸۷۰۵ | 2004 RE104   | ۸ سپتامبر ۲۰۰۴  |
| ۱۲۸۷۰۶ | 2004 RK104   | ۸ سپتامبر ۲۰۰۴  |
| ۱۲۸۷۰۷ | 2004 RQ104   | ۸ سپتامبر ۲۰۰۴  |
| ۱۲۸۷۰۸ | 2004 RT104   | ۸ سپتامبر ۲۰۰۴  |
| ۱۲۸۷۰۹ | 2004 RU105   | ۸ سپتامبر ۲۰۰۴  |
| ۱۲۸۷۱۰ | 2004 RF106   | ۸ سپتامبر ۲۰۰۴  |
| ۱۲۸۷۱۱ | 2004 RM107   | ۹ سپتامبر ۲۰۰۴  |
| ۱۲۸۷۱۲ | 2004 RV107   | ۹ سپتامبر ۲۰۰۴  |
| ۱۲۸۷۱۳ | 2004 RJ112   | ۶ سپتامبر ۲۰۰۴  |
| ۱۲۸۷۱۴ | 2004 RU112   | ۶ سپتامبر ۲۰۰۴  |
| ۱۲۸۷۱۵ | 2004 RA115   | ۷ سپتامبر ۲۰۰۴  |
| ۱۲۸۷۱۶ | 2004 RP118   | ۷ سپتامبر ۲۰۰۴  |
| ۱۲۸۷۱۷ | 2004 RT121   | ۷ سپتامبر ۲۰۰۴  |
| ۱۲۸۷۱۸ | 2004 RD124   | ۷ سپتامبر ۲۰۰۴  |
| ۱۲۸۷۱۹ | 2004 RJ124   | ۷ سپتامبر ۲۰۰۴  |
| ۱۲۸۷۲۰ | 2004 RY124   | ۷ سپتامبر ۲۰۰۴  |
| ۱۲۸۷۲۱ | 2004 RU136   | ۸ سپتامبر ۲۰۰۴  |
| ۱۲۸۷۲۲ | 2004 RT137   | ۸ سپتامبر ۲۰۰۴  |
| ۱۲۸۷۲۳ | 2004 RG140   | ۸ سپتامبر ۲۰۰۴  |
| ۱۲۸۷۲۴ | 2004 RK140   | ۸ سپتامبر ۲۰۰۴  |
| ۱۲۸۷۲۵ | 2004 RL140   | ۸ سپتامبر ۲۰۰۴  |
| ۱۲۸۷۲۶ | 2004 RN143   | ۸ سپتامبر ۲۰۰۴  |
| ۱۲۸۷۲۷ | 2004 RR143   | ۸ سپتامبر ۲۰۰۴  |
| ۱۲۸۷۲۸ | 2004 RB144   | ۸ سپتامبر ۲۰۰۴  |
| ۱۲۸۷۲۹ | 2004 RC144   | ۸ سپتامبر ۲۰۰۴  |
| ۱۲۸۷۳۰ | 2004 RE150   | ۹ سپتامبر ۲۰۰۴  |
| ۱۲۸۷۳۱ | 2004 RX151   | ۹ سپتامبر ۲۰۰۴  |
| ۱۲۸۷۳۲ | 2004 RT152   | ۱۰ سپتامبر ۲۰۰۴ |
| ۱۲۸۷۳۳ | 2004 RV152   | ۱۰ سپتامبر ۲۰۰۴ |
| ۱۲۸۷۳۴ | 2004 RP153   | ۱۰ سپتامبر ۲۰۰۴ |
| ۱۲۸۷۳۵ | 2004 RT153   | ۱۰ سپتامبر ۲۰۰۴ |
| ۱۲۸۷۳۶ | 2004 RJ156   | ۱۰ سپتامبر ۲۰۰۴ |
| ۱۲۸۷۳۷ | 2004 RS156   | ۱۰ سپتامبر ۲۰۰۴ |
| ۱۲۸۷۳۸ | 2004 RB157   | ۱۰ سپتامبر ۲۰۰۴ |
| ۱۲۸۷۳۹ | 2004 RD159   | ۱۰ سپتامبر ۲۰۰۴ |
| ۱۲۸۷۴۰ | 2004 RW159   | ۱۰ سپتامبر ۲۰۰۴ |
| ۱۲۸۷۴۱ | 2004 RE161   | ۱۰ سپتامبر ۲۰۰۴ |
| ۱۲۸۷۴۲ | 2004 RB162   | ۱۱ سپتامبر ۲۰۰۴ |
| ۱۲۸۷۴۳ | 2004 RM163   | ۱۱ سپتامبر ۲۰۰۴ |
| ۱۲۸۷۴۴ | 2004 RG169   | ۸ سپتامبر ۲۰۰۴  |
| ۱۲۸۷۴۵ | 2004 RO170   | ۸ سپتامبر ۲۰۰۴  |
| ۱۲۸۷۴۶ | 2004 RJ176   | ۱۰ سپتامبر ۲۰۰۴ |
| ۱۲۸۷۴۷ | 2004 RL176   | ۱۰ سپتامبر ۲۰۰۴ |
| ۱۲۸۷۴۸ | 2004 RS180   | ۱۰ سپتامبر ۲۰۰۴ |
| ۱۲۸۷۴۹ | 2004 RG181   | ۱۰ سپتامبر ۲۰۰۴ |
| ۱۲۸۷۵۰ | 2004 RX181   | ۱۰ سپتامبر ۲۰۰۴ |
| ۱۲۸۷۵۱ | 2004 RL182   | ۱۰ سپتامبر ۲۰۰۴ |
| ۱۲۸۷۵۲ | 2004 RA183   | ۱۰ سپتامبر ۲۰۰۴ |
| ۱۲۸۷۵۳ | 2004 RE183   | ۱۰ سپتامبر ۲۰۰۴ |
| ۱۲۸۷۵۴ | 2004 RQ185   | ۱۰ سپتامبر ۲۰۰۴ |
| ۱۲۸۷۵۵ | 2004 RD187   | ۱۰ سپتامبر ۲۰۰۴ |
| ۱۲۸۷۵۶ | 2004 RE188   | ۱۰ سپتامبر ۲۰۰۴ |
| ۱۲۸۷۵۷ | 2004 RJ189   | ۱۰ سپتامبر ۲۰۰۴ |
| ۱۲۸۷۵۸ | 2004 RR190   | ۱۰ سپتامبر ۲۰۰۴ |
| ۱۲۸۷۵۹ | 2004 RT190   | ۱۰ سپتامبر ۲۰۰۴ |
| ۱۲۸۷۶۰ | 2004 RU190   | ۱۰ سپتامبر ۲۰۰۴ |
| ۱۲۸۷۶۱ | 2004 RW190   | ۱۰ سپتامبر ۲۰۰۴ |
| ۱۲۸۷۶۲ | 2004 RZ190   | ۱۰ سپتامبر ۲۰۰۴ |
| ۱۲۸۷۶۳ | 2004 RF191   | ۱۰ سپتامبر ۲۰۰۴ |
| ۱۲۸۷۶۴ | 2004 RJ191   | ۱۰ سپتامبر ۲۰۰۴ |
| ۱۲۸۷۶۵ | 2004 RQ191   | ۱۰ سپتامبر ۲۰۰۴ |
| ۱۲۸۷۶۶ | 2004 RF192   | ۱۰ سپتامبر ۲۰۰۴ |
| ۱۲۸۷۶۷ | 2004 RL192   | ۱۰ سپتامبر ۲۰۰۴ |
| ۱۲۸۷۶۸ | 2004 RP192   | ۱۰ سپتامبر ۲۰۰۴ |
| ۱۲۸۷۶۹ | 2004 RJ193   | ۱۰ سپتامبر ۲۰۰۴ |
| ۱۲۸۷۷۰ | 2004 RY193   | ۱۰ سپتامبر ۲۰۰۴ |
| ۱۲۸۷۷۱ | 2004 RB194   | ۱۰ سپتامبر ۲۰۰۴ |
| ۱۲۸۷۷۲ | 2004 RX194   | ۱۰ سپتامبر ۲۰۰۴ |
| ۱۲۸۷۷۳ | 2004 RA195   | ۱۰ سپتامبر ۲۰۰۴ |
| ۱۲۸۷۷۴ | 2004 RH195   | ۱۰ سپتامبر ۲۰۰۴ |
| ۱۲۸۷۷۵ | 2004 RL196   | ۱۰ سپتامبر ۲۰۰۴ |
| ۱۲۸۷۷۶ | 2004 RZ196   | ۱۰ سپتامبر ۲۰۰۴ |
| ۱۲۸۷۷۷ | 2004 RX197   | ۱۰ سپتامبر ۲۰۰۴ |
| ۱۲۸۷۷۸ | 2004 RP200   | ۱۰ سپتامبر ۲۰۰۴ |
| ۱۲۸۷۷۹ | 2004 RQ200   | ۱۰ سپتامبر ۲۰۰۴ |
| ۱۲۸۷۸۰ | 2004 RE201   | ۱۰ سپتامبر ۲۰۰۴ |
| ۱۲۸۷۸۱ | 2004 RN203   | ۱۱ سپتامبر ۲۰۰۴ |
| ۱۲۸۷۸۲ | 2004 RP206   | ۱۱ سپتامبر ۲۰۰۴ |
| ۱۲۸۷۸۳ | 2004 RH207   | ۱۱ سپتامبر ۲۰۰۴ |
| ۱۲۸۷۸۴ | 2004 RN212   | ۱۱ سپتامبر ۲۰۰۴ |
| ۱۲۸۷۸۵ | 2004 RE213   | ۱۱ سپتامبر ۲۰۰۴ |
| ۱۲۸۷۸۶ | 2004 RN213   | ۱۱ سپتامبر ۲۰۰۴ |
| ۱۲۸۷۸۷ | 2004 RS213   | ۱۱ سپتامبر ۲۰۰۴ |
| ۱۲۸۷۸۸ | 2004 RS214   | ۱۱ سپتامبر ۲۰۰۴ |
| ۱۲۸۷۸۹ | 2004 RE216   | ۱۱ سپتامبر ۲۰۰۴ |
| ۱۲۸۷۹۰ | 2004 RP216   | ۱۱ سپتامبر ۲۰۰۴ |
| ۱۲۸۷۹۱ | 2004 RG218   | ۱۱ سپتامبر ۲۰۰۴ |
| ۱۲۸۷۹۲ | 2004 RM218   | ۱۱ سپتامبر ۲۰۰۴ |
| ۱۲۸۷۹۳ | 2004 RS219   | ۱۱ سپتامبر ۲۰۰۴ |
| ۱۲۸۷۹۴ | 2004 RE221   | ۱۱ سپتامبر ۲۰۰۴ |
| ۱۲۸۷۹۵ | 2004 RG222   | ۱۳ سپتامبر ۲۰۰۴ |
| ۱۲۸۷۹۶ | 2004 RY222   | ۷ سپتامبر ۲۰۰۴  |
| ۱۲۸۷۹۷ | 2004 RH223   | ۷ سپتامبر ۲۰۰۴  |
| ۱۲۸۷۹۸ | 2004 RJ223   | ۷ سپتامبر ۲۰۰۴  |
| ۱۲۸۷۹۹ | 2004 RS225   | ۹ سپتامبر ۲۰۰۴  |
| ۱۲۸۸۰۰ | 2004 RH231   | ۹ سپتامبر ۲۰۰۴  |
| ۱۲۸۸۰۱ | 2004 RZ233   | ۹ سپتامبر ۲۰۰۴  |
| ۱۲۸۸۰۲ | 2004 RE234   | ۹ سپتامبر ۲۰۰۴  |
| ۱۲۸۸۰۳ | 2004 RF235   | ۱۰ سپتامبر ۲۰۰۴ |
| ۱۲۸۸۰۴ | 2004 RM247   | ۱۲ سپتامبر ۲۰۰۴ |
| ۱۲۸۸۰۵ | 2004 RK250   | ۱۳ سپتامبر ۲۰۰۴ |
| ۱۲۸۸۰۶ | 2004 RS250   | ۱۳ سپتامبر ۲۰۰۴ |
| ۱۲۸۸۰۷ | 2004 RC255   | ۶ سپتامبر ۲۰۰۴  |
| ۱۲۸۸۰۸ | 2004 RK255   | ۶ سپتامبر ۲۰۰۴  |
| ۱۲۸۸۰۹ | 2004 RP255   | ۶ سپتامبر ۲۰۰۴  |
| ۱۲۸۸۱۰ | 2004 RR255   | ۶ سپتامبر ۲۰۰۴  |
| ۱۲۸۸۱۱ | 2004 RV255   | ۶ سپتامبر ۲۰۰۴  |
| ۱۲۸۸۱۲ | 2004 RW255   | ۶ سپتامبر ۲۰۰۴  |
| ۱۲۸۸۱۳ | 2004 RH288   | ۱۵ سپتامبر ۲۰۰۴ |
| ۱۲۸۸۱۴ | 2004 RJ288   | ۱۵ سپتامبر ۲۰۰۴ |
| ۱۲۸۸۱۵ | 2004 RK288   | ۱۵ سپتامبر ۲۰۰۴ |
| ۱۲۸۸۱۶ | 2004 RX290   | ۹ سپتامبر ۲۰۰۴  |
| ۱۲۸۸۱۷ | 2004 RE291   | ۱۰ سپتامبر ۲۰۰۴ |
| ۱۲۸۸۱۸ | 2004 RH294   | ۱۱ سپتامبر ۲۰۰۴ |
| ۱۲۸۸۱۹ | 2004 RX295   | ۱۱ سپتامبر ۲۰۰۴ |
| ۱۲۸۸۲۰ | 2004 RO303   | ۱۲ سپتامبر ۲۰۰۴ |
| ۱۲۸۸۲۱ | 2004 RC306   | ۱۲ سپتامبر ۲۰۰۴ |
| ۱۲۸۸۲۲ | 2004 RK306   | ۱۲ سپتامبر ۲۰۰۴ |
| ۱۲۸۸۲۳ | 2004 RS307   | ۱۳ سپتامبر ۲۰۰۴ |
| ۱۲۸۸۲۴ | 2004 RA308   | ۱۳ سپتامبر ۲۰۰۴ |
| ۱۲۸۸۲۵ | 2004 RS308   | ۱۳ سپتامبر ۲۰۰۴ |
| ۱۲۸۸۲۶ | 2004 RP310   | ۱۳ سپتامبر ۲۰۰۴ |
| ۱۲۸۸۲۷ | 2004 RT310   | ۱۳ سپتامبر ۲۰۰۴ |
| ۱۲۸۸۲۸ | 2004 RW310   | ۱۳ سپتامبر ۲۰۰۴ |
| ۱۲۸۸۲۹ | 2004 RQ313   | ۱۵ سپتامبر ۲۰۰۴ |
| ۱۲۸۸۳۰ | 2004 RZ313   | ۱۵ سپتامبر ۲۰۰۴ |
| ۱۲۸۸۳۱ | 2004 RC315   | ۱۵ سپتامبر ۲۰۰۴ |
| ۱۲۸۸۳۲ | 2004 RQ321   | ۱۳ سپتامبر ۲۰۰۴ |
| ۱۲۸۸۳۳ | 2004 RU322   | ۱۳ سپتامبر ۲۰۰۴ |
| ۱۲۸۸۳۴ | 2004 RT323   | ۱۳ سپتامبر ۲۰۰۴ |
| ۱۲۸۸۳۵ | 2004 RC324   | ۱۳ سپتامبر ۲۰۰۴ |
| ۱۲۸۸۳۶ | 2004 RG324   | ۱۳ سپتامبر ۲۰۰۴ |
| ۱۲۸۸۳۷ | 2004 RP332   | ۱۴ سپتامبر ۲۰۰۴ |
| ۱۲۸۸۳۸ | 2004 RS332   | ۱۴ سپتامبر ۲۰۰۴ |
| ۱۲۸۸۳۹ | 2004 RV332   | ۱۴ سپتامبر ۲۰۰۴ |
| ۱۲۸۸۴۰ | 2004 RH333   | ۱۵ سپتامبر ۲۰۰۴ |
| ۱۲۸۸۴۱ | 2004 RA334   | ۱۵ سپتامبر ۲۰۰۴ |
| ۱۲۸۸۴۲ | 2004 RU338   | ۷ سپتامبر ۲۰۰۴  |
| ۱۲۸۸۴۳ | 2004 RH341   | ۱۱ سپتامبر ۲۰۰۴ |
| ۱۲۸۸۴۴ | 2004 SW4     | ۱۷ سپتامبر ۲۰۰۴ |
| ۱۲۸۸۴۵ | 2004 SV8     | ۱۷ سپتامبر ۲۰۰۴ |
| ۱۲۸۸۴۶ | 2004 ST10    | ۱۶ سپتامبر ۲۰۰۴ |
| ۱۲۸۸۴۷ | 2004 SM11    | ۱۶ سپتامبر ۲۰۰۴ |
| ۱۲۸۸۴۸ | 2004 SY11    | ۱۶ سپتامبر ۲۰۰۴ |
| ۱۲۸۸۴۹ | 2004 SM14    | ۱۷ سپتامبر ۲۰۰۴ |
| ۱۲۸۸۵۰ | 2004 SO14    | ۱۷ سپتامبر ۲۰۰۴ |
| ۱۲۸۸۵۱ | 2004 SB15    | ۱۷ سپتامبر ۲۰۰۴ |
| ۱۲۸۸۵۲ | 2004 SF16    | ۱۷ سپتامبر ۲۰۰۴ |
| ۱۲۸۸۵۳ | 2004 SH16    | ۱۷ سپتامبر ۲۰۰۴ |
| ۱۲۸۸۵۴ | 2004 SL16    | ۱۷ سپتامبر ۲۰۰۴ |
| ۱۲۸۸۵۵ | 2004 SU17    | ۱۷ سپتامبر ۲۰۰۴ |
| ۱۲۸۸۵۶ | 2004 SD18    | ۱۷ سپتامبر ۲۰۰۴ |
| ۱۲۸۸۵۷ | 2004 SV19    | ۱۸ سپتامبر ۲۰۰۴ |
| ۱۲۸۸۵۸ | 2004 SQ20    | ۱۷ سپتامبر ۲۰۰۴ |
| ۱۲۸۸۵۹ | 2004 ST21    | ۱۶ سپتامبر ۲۰۰۴ |
| ۱۲۸۸۶۰ | 2004 SL26    | ۲۱ سپتامبر ۲۰۰۴ |
| ۱۲۸۸۶۱ | 2004 SK30    | ۱۷ سپتامبر ۲۰۰۴ |
| ۱۲۸۸۶۲ | 2004 SY30    | ۱۷ سپتامبر ۲۰۰۴ |
| ۱۲۸۸۶۳ | 2004 SD31    | ۱۷ سپتامبر ۲۰۰۴ |
| ۱۲۸۸۶۴ | 2004 SJ31    | ۱۷ سپتامبر ۲۰۰۴ |
| ۱۲۸۸۶۵ | 2004 SK31    | ۱۷ سپتامبر ۲۰۰۴ |
| ۱۲۸۸۶۶ | 2004 SF32    | ۱۷ سپتامبر ۲۰۰۴ |
| ۱۲۸۸۶۷ | 2004 SV32    | ۱۷ سپتامبر ۲۰۰۴ |
| ۱۲۸۸۶۸ | 2004 SQ33    | ۱۷ سپتامبر ۲۰۰۴ |
| ۱۲۸۸۶۹ | 2004 SU33    | ۱۷ سپتامبر ۲۰۰۴ |
| ۱۲۸۸۷۰ | 2004 SW33    | ۱۷ سپتامبر ۲۰۰۴ |
| ۱۲۸۸۷۱ | 2004 SG36    | ۱۷ سپتامبر ۲۰۰۴ |
| ۱۲۸۸۷۲ | 2004 SK38    | ۱۷ سپتامبر ۲۰۰۴ |
| ۱۲۸۸۷۳ | 2004 SH39    | ۱۷ سپتامبر ۲۰۰۴ |
| ۱۲۸۸۷۴ | 2004 SB41    | ۱۷ سپتامبر ۲۰۰۴ |
| ۱۲۸۸۷۵ | 2004 SQ44    | ۱۸ سپتامبر ۲۰۰۴ |
| ۱۲۸۸۷۶ | 2004 SE52    | ۱۸ سپتامبر ۲۰۰۴ |
| ۱۲۸۸۷۷ | 2004 SG53    | ۲۲ سپتامبر ۲۰۰۴ |
| ۱۲۸۸۷۸ | 2004 SR54    | ۲۲ سپتامبر ۲۰۰۴ |
| ۱۲۸۸۷۹ | 2004 SX54    | ۲۲ سپتامبر ۲۰۰۴ |
| ۱۲۸۸۸۰ | 2004 SE55    | ۲۲ سپتامبر ۲۰۰۴ |
| ۱۲۸۸۸۱ | 2004 SN55    | ۲۳ سپتامبر ۲۰۰۴ |
| ۱۲۸۸۸۲ | 2004 SX55    | ۲۲ سپتامبر ۲۰۰۴ |
| ۱۲۸۸۸۳ | 2004 ST56    | ۱۶ سپتامبر ۲۰۰۴ |
| ۱۲۸۸۸۴ | 2004 SV57    | ۱۶ سپتامبر ۲۰۰۴ |
| ۱۲۸۸۸۵ | 2004 SY57    | ۱۶ سپتامبر ۲۰۰۴ |
| ۱۲۸۸۸۶ | 2004 SF58    | ۱۶ سپتامبر ۲۰۰۴ |
| ۱۲۸۸۸۷ | 2004 SL58    | ۱۶ سپتامبر ۲۰۰۴ |
| ۱۲۸۸۸۸ | 2004 SY58    | ۱۷ سپتامبر ۲۰۰۴ |
| ۱۲۸۸۸۹ | 2004 SF59    | ۳۰ سپتامبر ۲۰۰۴ |
| ۱۲۸۸۹۰ | 2004 SH59    | ۱۸ سپتامبر ۲۰۰۴ |
| ۱۲۸۸۹۱ | 2004 SP59    | ۲۴ سپتامبر ۲۰۰۴ |
| ۱۲۸۸۹۱ | 2004 TH      | ۴ اکتبر ۲۰۰۴    |
| ۱۲۸۸۹۱ | 2004 TK      | ۳ اکتبر ۲۰۰۴    |
| ۱۲۸۸۹۱ | 2004 TL      | ۳ اکتبر ۲۰۰۴    |
| ۱۲۸۸۹۱ | 2004         | TW              |
| ۱۲۸۸۹۶ | 2004 TA2     | ۴ اکتبر ۲۰۰۴    |
| ۱۲۸۸۹۷ | 2004 TD3     | ۴ اکتبر ۲۰۰۴    |
| ۱۲۸۸۹۸ | 2004 TY6     | ۳ اکتبر ۲۰۰۴    |
| ۱۲۸۸۹۹ | 2004 TH7     | ۵ اکتبر ۲۰۰۴    |
| ۱۲۸۹۰۰ | 2004 TE15    | ۷ اکتبر ۲۰۰۴    |
| ۱۲۸۹۰۱ | 2004 TH15    | ۸ اکتبر ۲۰۰۴    |
| ۱۲۸۹۰۲ | 2004 TU15    | ۱۱ اکتبر ۲۰۰۴   |
| ۱۲۸۹۰۳ | 2004 TV20    | ۱۰ اکتبر ۲۰۰۴   |
| ۱۲۸۹۰۴ | 2004 TG21    | ۳ اکتبر ۲۰۰۴    |
| ۱۲۸۹۰۵ | 2004 TM21    | ۳ اکتبر ۲۰۰۴    |
| ۱۲۸۹۰۶ | 2004 TR34    | ۴ اکتبر ۲۰۰۴    |
| ۱۲۸۹۰۷ | 2004 TT41    | ۴ اکتبر ۲۰۰۴    |
| ۱۲۸۹۰۸ | 2004 TU43    | ۴ اکتبر ۲۰۰۴    |
| ۱۲۸۹۰۹ | 2004 TX44    | ۴ اکتبر ۲۰۰۴    |
| ۱۲۸۹۱۰ | 2004 TV48    | ۴ اکتبر ۲۰۰۴    |
| ۱۲۸۹۱۱ | 2004 TX51    | ۴ اکتبر ۲۰۰۴    |
| ۱۲۸۹۱۲ | 2004 TF53    | ۴ اکتبر ۲۰۰۴    |
| ۱۲۸۹۱۳ | 2004 TU53    | ۴ اکتبر ۲۰۰۴    |
| ۱۲۸۹۱۴ | 2004 TV53    | ۴ اکتبر ۲۰۰۴    |
| ۱۲۸۹۱۵ | 2004 TG56    | ۵ اکتبر ۲۰۰۴    |
| ۱۲۸۹۱۶ | 2004 TV57    | ۵ اکتبر ۲۰۰۴    |
| ۱۲۸۹۱۷ | 2004 TY58    | ۵ اکتبر ۲۰۰۴    |
| ۱۲۸۹۱۸ | 2004 TG60    | ۵ اکتبر ۲۰۰۴    |
| ۱۲۸۹۱۹ | 2004 TU60    | ۵ اکتبر ۲۰۰۴    |
| ۱۲۸۹۲۰ | 2004 TV65    | ۵ اکتبر ۲۰۰۴    |
| ۱۲۸۹۲۱ | 2004 TT66    | ۵ اکتبر ۲۰۰۴    |
| ۱۲۸۹۲۲ | 2004 TM67    | ۵ اکتبر ۲۰۰۴    |
| ۱۲۸۹۲۳ | 2004 TD68    | ۵ اکتبر ۲۰۰۴    |
| ۱۲۸۹۲۴ | 2004 TR68    | ۵ اکتبر ۲۰۰۴    |
| ۱۲۸۹۲۵ | 2004 TJ70    | ۶ اکتبر ۲۰۰۴    |
| ۱۲۸۹۲۶ | 2004 TM70    | ۶ اکتبر ۲۰۰۴    |
| ۱۲۸۹۲۷ | 2004 TZ74    | ۶ اکتبر ۲۰۰۴    |
| ۱۲۸۹۲۸ | 2004 TB76    | ۷ اکتبر ۲۰۰۴    |
| ۱۲۸۹۲۹ | 2004 TL77    | ۷ اکتبر ۲۰۰۴    |
| ۱۲۸۹۳۰ | 2004 TA79    | ۴ اکتبر ۲۰۰۴    |
| ۱۲۸۹۳۱ | 2004 TB84    | ۵ اکتبر ۲۰۰۴    |
| ۱۲۸۹۳۲ | 2004 TW94    | ۵ اکتبر ۲۰۰۴    |
| ۱۲۸۹۳۳ | 2004 TG95    | ۵ اکتبر ۲۰۰۴    |
| ۱۲۸۹۳۴ | 2004 TD101   | ۶ اکتبر ۲۰۰۴    |
| ۱۲۸۹۳۵ | 2004 TF107   | ۷ اکتبر ۲۰۰۴    |
| ۱۲۸۹۳۶ | 2004 TD108   | ۷ اکتبر ۲۰۰۴    |
| ۱۲۸۹۳۷ | 2004 TH109   | ۷ اکتبر ۲۰۰۴    |
| ۱۲۸۹۳۸ | 2004 TK109   | ۷ اکتبر ۲۰۰۴    |
| ۱۲۸۹۳۹ | 2004 TU110   | ۷ اکتبر ۲۰۰۴    |
| ۱۲۸۹۴۰ | 2004 TD114   | ۷ اکتبر ۲۰۰۴    |
| ۱۲۸۹۴۱ | 2004 TS118   | ۵ اکتبر ۲۰۰۴    |
| ۱۲۸۹۴۲ | 2004 TC126   | ۷ اکتبر ۲۰۰۴    |
| ۱۲۸۹۴۳ | 2004 TT127   | ۷ اکتبر ۲۰۰۴    |
| ۱۲۸۹۴۴ | 2004 TW128   | ۷ اکتبر ۲۰۰۴    |
| ۱۲۸۹۴۵ | 2004 TB129   | ۷ اکتبر ۲۰۰۴    |
| ۱۲۸۹۴۶ | 2004 TG131   | ۷ اکتبر ۲۰۰۴    |
| ۱۲۸۹۴۷ | 2004 TK131   | ۷ اکتبر ۲۰۰۴    |
| ۱۲۸۹۴۸ | 2004 TO131   | ۷ اکتبر ۲۰۰۴    |
| ۱۲۸۹۴۹ | 2004 TV131   | ۷ اکتبر ۲۰۰۴    |
| ۱۲۸۹۵۰ | 2004 TA132   | ۷ اکتبر ۲۰۰۴    |
| ۱۲۸۹۵۱ | 2004 TY132   | ۷ اکتبر ۲۰۰۴    |
| ۱۲۸۹۵۲ | 2004 TK133   | ۷ اکتبر ۲۰۰۴    |
| ۱۲۸۹۵۳ | 2004 TM133   | ۷ اکتبر ۲۰۰۴    |
| ۱۲۸۹۵۴ | 2004 TD134   | ۷ اکتبر ۲۰۰۴    |
| ۱۲۸۹۵۵ | 2004 TE134   | ۷ اکتبر ۲۰۰۴    |
| ۱۲۸۹۵۶ | 2004 TH134   | ۷ اکتبر ۲۰۰۴    |
| ۱۲۸۹۵۷ | 2004 TF135   | ۸ اکتبر ۲۰۰۴    |
| ۱۲۸۹۵۸ | 2004 TL137   | ۸ اکتبر ۲۰۰۴    |
| ۱۲۸۹۵۹ | 2004 TP137   | ۸ اکتبر ۲۰۰۴    |
| ۱۲۸۹۶۰ | 2004 TF143   | ۴ اکتبر ۲۰۰۴    |
| ۱۲۸۹۶۱ | 2004 TY144   | ۴ اکتبر ۲۰۰۴    |
| ۱۲۸۹۶۲ | 2004 TZ145   | ۵ اکتبر ۲۰۰۴    |
| ۱۲۸۹۶۳ | 2004 TA146   | ۵ اکتبر ۲۰۰۴    |
| ۱۲۸۹۶۴ | 2004 TJ146   | ۵ اکتبر ۲۰۰۴    |
| ۱۲۸۹۶۵ | 2004 TU146   | ۶ اکتبر ۲۰۰۴    |
| ۱۲۸۹۶۶ | 2004 TQ147   | ۶ اکتبر ۲۰۰۴    |
| ۱۲۸۹۶۷ | 2004 TT152   | ۶ اکتبر ۲۰۰۴    |
| ۱۲۸۹۶۸ | 2004 TW159   | ۶ اکتبر ۲۰۰۴    |
| ۱۲۸۹۶۹ | 2004 TU162   | ۶ اکتبر ۲۰۰۴    |
| ۱۲۸۹۷۰ | 2004 TY162   | ۶ اکتبر ۲۰۰۴    |
| ۱۲۸۹۷۱ | 2004 TW163   | ۶ اکتبر ۲۰۰۴    |
| ۱۲۸۹۷۲ | 2004 TQ165   | ۷ اکتبر ۲۰۰۴    |
| ۱۲۸۹۷۳ | 2004 TB167   | ۷ اکتبر ۲۰۰۴    |
| ۱۲۸۹۷۴ | 2004 TK169   | ۷ اکتبر ۲۰۰۴    |
| ۱۲۸۹۷۵ | 2004 TX172   | ۸ اکتبر ۲۰۰۴    |
| ۱۲۸۹۷۶ | 2004 TF173   | ۸ اکتبر ۲۰۰۴    |
| ۱۲۸۹۷۷ | 2004 TB174   | ۹ اکتبر ۲۰۰۴    |
| ۱۲۸۹۷۸ | 2004 TH176   | ۹ اکتبر ۲۰۰۴    |
| ۱۲۸۹۷۹ | 2004 TU178   | ۷ اکتبر ۲۰۰۴    |
| ۱۲۸۹۸۰ | 2004 TV182   | ۷ اکتبر ۲۰۰۴    |
| ۱۲۸۹۸۱ | 2004 TA190   | ۷ اکتبر ۲۰۰۴    |
| ۱۲۸۹۸۲ | 2004 TR194   | ۷ اکتبر ۲۰۰۴    |
| ۱۲۸۹۸۳ | 2004 TQ198   | ۷ اکتبر ۲۰۰۴    |
| ۱۲۸۹۸۴ | 2004 TP204   | ۷ اکتبر ۲۰۰۴    |
| ۱۲۸۹۸۵ | 2004 TM206   | ۷ اکتبر ۲۰۰۴    |
| ۱۲۸۹۸۶ | 2004 TN207   | ۷ اکتبر ۲۰۰۴    |
| ۱۲۸۹۸۷ | 2004 TZ207   | ۷ اکتبر ۲۰۰۴    |
| ۱۲۸۹۸۸ | 2004 TR211   | ۸ اکتبر ۲۰۰۴    |
| ۱۲۸۹۸۹ | 2004 TN212   | ۸ اکتبر ۲۰۰۴    |
| ۱۲۸۹۹۰ | 2004 TW212   | ۸ اکتبر ۲۰۰۴    |
| ۱۲۸۹۹۱ | 2004 TZ212   | ۸ اکتبر ۲۰۰۴    |
| ۱۲۸۹۹۲ | 2004 TH216   | ۱۴ اکتبر ۲۰۰۴   |
| ۱۲۸۹۹۳ | 2004 TN222   | ۷ اکتبر ۲۰۰۴    |
| ۱۲۸۹۹۴ | 2004 TE228   | ۸ اکتبر ۲۰۰۴    |
| ۱۲۸۹۹۵ | 2004 TZ232   | ۸ اکتبر ۲۰۰۴    |
| ۱۲۸۹۹۶ | 2004 TN236   | ۸ اکتبر ۲۰۰۴    |
| ۱۲۸۹۹۷ | 2004 TQ242   | ۶ اکتبر ۲۰۰۴    |
| ۱۲۸۹۹۸ | 2004 TU242   | ۶ اکتبر ۲۰۰۴    |
| ۱۲۸۹۹۹ | 2004 TB247   | ۷ اکتبر ۲۰۰۴    |
| ۱۲۹۰۰۰ | 2004 TO247   | ۷ اکتبر ۲۰۰۴    |